# Duitsland op de Olympische Zomerspelen 2024
Duitsland nam deel aan de Olympische Zomerspelen 2024 in Parijs, Frankrijk. Olaf Tabor werd aangeduid als de chef de mission.

## Medailleoverzicht
| Medaille | Naam | Sport                | Onderdeel                    | Datum       |
| -------- | --- | -------------------- | ---------------------------- | ----------- |
| Goud     | Lukas Märtens | Zwemmen              | 400 m. vrije slag (m)        | 27 juli     |
| Goud     | Michael Jung op Chipmunk Frh | Eventing             | individueel (x)              | 29 juli     |
| Goud     | Oliver Zeidler | Roeien               | Skiff (m)                    | 3 augustus  |
| Goud     | Frederic Wandres op Bluetooth Old Isabell Werth op Wendy Jessica von Bredow-Werndl op TSF Dalera BB | Dressuur             | team (x)                     | 3 augustus  |
| Goud     | Jessica von Bredow-Werndl op TSF Dalera BB | Dressuur             | individueel (x)              | 4 augustus  |
| Goud     | Tim Hellwig Lisa Tertsch Lasse Lührs Laura Lindemann | Triatlon             | estafette (x)                | 5 augustus  |
| Goud     | Marie Reichert Elisa Mevius Sonja Greinacher Svenja Brunckhorst | Basketbal            | 3×3 (m)                      | 5 augustus  |
| Goud     | Christian Kukuk op Checker 4 | Springen             | individueel                  | 6 augustus  |
| Goud     | Max Rendschmidt Max Lemke Jacob Schopf Tom Liebscher | Kanovaren            | K4 500 m. (m)                | 8 augustus  |
| Goud     | Max Lemke Jacob Schopf | Kanovaren            | K2 500 m. (m)                | 9 augustus  |
| Goud     | Darja Varfolomeev | Ritmische gymnastiek | Individueel (v)              | 9 augustus  |
| Goud     | Yemisi Ogunleye | Atletiek             | Kogelstoten (v)              | 9 augustus  |
|          | |                      |                              |             |
| Zilver   | Miriam Butkereit | Judo                 | Midden -70 kg (v)            | 31 juli     |
| Zilver   | Elena Lilik | Kanovaren            | C1 (v)                       | 31 juli     |
| Zilver   | Florian Unruh Michelle Kroppen | Boogschieten         | team (x)                     | 2 augustus  |
| Zilver   | Leo Neugebauer | Atletiek             | tienkamp (m)                 | 3 augustus  |
| Zilver   | Isabell Werth op Wendy | Dressuur             | individueel (x)              | 4 augustus  |
| Zilver   | Paulina Paszek Jule Hake Pauline Jagsch Sarah Brüßler | Kanovaren            | K4 500 m (v)                 | 8 augustus  |
| Zilver   | Paulina Paszek Jule Hake Pauline Jagsch Sarah Brüßler | Kanovaren            | K4 500 m (v)                 | 8 augustus  |
| Zilver   | Hockeyploeg Mathias Müller Mats Grambusch Lukas Windfeder Niklas Wellen Johannes Große Thies Prinz Paul-Philipp Kaufmann Teo Hinrichs Tom Grambusch Gonzalo Peillat Christopher Rühr Justus Weigand Marco Miltkau Martin Zwicker Hannes Müller Malte Hellwig Moritz Ludwig Jean Danneberg                 | Hockey               | Hockey (m)                   | 8 augustus  |
| Zilver   | Malaika Mihambo | Atletiek             | verspringen (v)              | 8 augustus  |
| Zilver   | Oliver Klemet | Zwemmen              | 10 km open water (m)         | 9 augustus  |
| Zilver   | Esther Henseleit | Golf                 | Individueel (v)              | 10 augustus |
| Zilver   | Ehlers Wickler | Beachvolleybal       | meachvolleybal (m)           | 10 augustus |
| Zilver   | Lea Sophie Friedrich | Baanwielrennen       | sprint (v)                   | 11 augustus |
| Zilver   | Handbalteam David Späth Johannes Golla Luca Witzke Sebastian Heymann Justus Fischer Juri Knorr Julian Köster Renārs Uščins Kai Häfner Tim Hornke Andreas Wolff Rune Dahmke Lukas Mertens Christoph Steinert Marko Grgić Jannik Kohlbacher                                                                 | Handbal              | Handbal (m)                  | 11 augustus |
|          | |                      |                              |             |
| Brons    | Maren Völz Tabea Schendekehl Leonie Menzel Pia Greiten | Roeien               | Dubbel-vier (v)              | 31 juli     |
| Brons    | Isabel Gose | Zwemmen              | 1500 m. vrije slag (v)       | 31 juli     |
| Brons    | Noah Hegge | Kanovaren            | KX-1 (m)                     | 5 augustus  |
| Brons    | Lea Sophie Friedrich Pauline Grabosch Emma Hinze | Baanwielrennen       | teamsprint (v)               | 5 augustus  |
| Brons    | Nelvie Tiafack | Boksen               | Superzwaargewicht +92 kg (m) | 7 augustus  |
| Brons    | Paulina Paszek Jule Hake | Kanovaren            | K2 500 m. (v)                | 9 augustus  |
| Brons    | voetbalelftal Nicole Anyomi Ann-Katrin Berger Jule Brand Klara Bühl Sara Doorsoun Vivien Endemann Laura Freigang Merle Frohms Giulia Gwinn Marina Hegering Kathrin Hendrich Sarai Linder Sydney Lohmann Janina Minge Sjoeke Nüsken Alexandra Popp Felicitas Rauch Lea Schüller Bibiane Schulze Elisa Senß | Voetbal              | Voetbal (v)                  | 9 augustus  |
| Brons    | Alexandra Burghardt Lisa Mayer Gina Lückenkemper Rebekka Haase Sophia Junk | Atletiek             | 4x100 m (v)                  | 9 augustus  |

## Aantal Deelnemers
Hieronder volgt een overzicht van de atleten die zich kwalificeerden voor de Olympische Zomerspelen van 2024.
| Sport            | Mannen | Vrouwen | Totaal |
| ---------------- | ------ | ------- | ------ |
| Atletiek         | 42     | 37      | 79     |
| Badminton        | 3      | 1       | 4      |
| Basketbal        | 12     | 16      | 28     |
| Boksen           | 1      | 1       | 2      |
| Boogschieten     | 1      | 3       | 4      |
| Golf             | 2      | 2       | 4      |
| Gymnastiek       | 6      | 10      | 16     |
| Handbal          | 14     | 14      | 28     |
| Hockey           | 16     | 16      | 32     |
| Judo             | 4      | 6       | 10     |
| Kanovaren        | 12     | 11      | 23     |
| Klimsport        | 2      | 1       | 3      |
| Moderne vijfkamp | 2      | 2       | 4      |
| Paardensport     | 6      | 3       | 9      |
| Roeien           | 18     | 5       | 23     |
| Schermen         | 1      | 1       | 2      |
| Schietsport      | 5      | 8       | 13     |
| Schoonspringen   | 4      | 5       | 9      |
| Skateboarden     | 1      | 1       | 2      |
| Surfen           | 1      | 1       | 2      |
| Taekwondo        | 0      | 1       | 1      |
| Tafeltennis      | 3      | 3       | 6      |
| Tennis           | 6      | 4       | 10     |
| Triatlon         | 3      | 3       | 6      |
| Voetbal          | 0      | 18      | 18     |
| Volleybal        | 14     | 4       | 18     |
| Wielersport      | 12     | 13      | 25     |
| Worstelen        | 3      | 4       | 7      |
| Zeilen           | 7      | 7       | 14     |
| Zwemmen          | 15     | 10      | 25     |
| Totaal           | 216    | 212     | 428    |

## Deelnemers en Resultaten

### Atletiek

#### Loopnummers
Mannen
| atleet                                                                                           | onderdeel           | voorronde | voorronde | series     | series | herkansingen | herkansingen | halve finale   | halve finale   | finale         | finale         |
| atleet                                                                                           | onderdeel           | tijd      | rang      | tijd       | rang   | tijd         | rang         | tijd           | rang           | tijd           | rang           |
| ------------------------------------------------------------------------------------------------ | ------------------- | --------- | --------- | ---------- | ------ | ------------ | ------------ | -------------- | -------------- | -------------- | -------------- |
| Owen Ansah                                                                                       | 100 m               | bye       | bye       | 10,22      | 5      | n.v.t.       | n.v.t.       | niet geplaatst | niet geplaatst | niet geplaatst | niet geplaatst |
| Joshua Hartmann                                                                                  | 100 m               | bye       | bye       | 10,16      | 3 Q    | n.v.t.       | n.v.t.       | 10,16          | 7              | niet geplaatst | niet geplaatst |
| Joshua Hartmann                                                                                  | 200 m               | n.v.t.    | n.v.t.    | 20,30      | 3 Q    | bye          | bye          | 20,47          | 5              | niet geplaatst | niet geplaatst |
| Jean Paul Bredeau                                                                                | 400 m               | n.v.t.    | n.v.t.    | 45,07      | 4 H    | 45,40        | 3            | niet geplaatst | niet geplaatst | niet geplaatst | niet geplaatst |
| Robert Farken                                                                                    | 1500 m              | n.v.t.    | n.v.t.    | 3.36,62    | 6 Q    | bye          | bye          | 3.33,35        | 7              | niet geplaatst | niet geplaatst |
| Marius Probst                                                                                    | 1500 m              | n.v.t.    | n.v.t.    | 3.36,65    | 7 H    | 3.36,54      | 8            | niet geplaatst | niet geplaatst | niet geplaatst | niet geplaatst |
| Manuel Mordi                                                                                     | 100 m horden        | n.v.t.    | n.v.t.    | 13,48      | 4 H    | 13,55        | 4            | niet geplaatst | niet geplaatst | niet geplaatst | niet geplaatst |
| Joshua Abuaku                                                                                    | 400 m horden        | n.v.t.    | n.v.t.    | 49,00      | 4 H    | 48,87 SB     | 2 Q          | 50,19          | 8              | niet geplaatst | niet geplaatst |
| Emil Agyekum                                                                                     | 400 m horden        | n.v.t.    | n.v.t.    | 49,38      | 4 H    | 48,67        | 2 Q          | 48,78          | 5              | niet geplaatst | niet geplaatst |
| Constantin Preis                                                                                 | 400 m horden        | n.v.t.    | n.v.t.    | 49,99      | 8 H    | 51,02        | 5            | niet geplaatst | niet geplaatst | niet geplaatst | niet geplaatst |
| Karl Bebendorf                                                                                   | 3000 m steeplechase | n.v.t.    | n.v.t.    | 8.20,46    | 7      | n.v.t.       | n.v.t.       | n.v.t.         | n.v.t.         | niet geplaatst | niet geplaatst |
| Frederik Ruppert                                                                                 | 3000 m steeplechase | n.v.t.    | n.v.t.    | 8.25,31    | 6      | n.v.t.       | n.v.t.       | n.v.t.         | n.v.t.         | niet geplaatst | niet geplaatst |
| Velten Schneider                                                                                 | 3000 m steeplechase | n.v.t.    | n.v.t.    | 8.25,75    | 10     | n.v.t.       | n.v.t.       | n.v.t.         | n.v.t.         | niet geplaatst | niet geplaatst |
| Samuel Fitwi                                                                                     | marathon            | n.v.t.    | n.v.t.    | n.v.t.     | n.v.t. | n.v.t.       | n.v.t.       | n.v.t.         | n.v.t.         | 2.09.50        | 15             |
| Amanal Petros                                                                                    | marathon            | n.v.t.    | n.v.t.    | n.v.t.     | n.v.t. | n.v.t.       | n.v.t.       | n.v.t.         | n.v.t.         | DNF            | DNF            |
| Richard Ringer                                                                                   | marathon            | n.v.t.    | n.v.t.    | n.v.t.     | n.v.t. | n.v.t.       | n.v.t.       | n.v.t.         | n.v.t.         | 2.09.18 SB     | 12             |
| Leo Köpp                                                                                         | 20 km snelwandelen  | n.v.t.    | n.v.t.    | n.v.t.     | n.v.t. | n.v.t.       | n.v.t.       | n.v.t.         | n.v.t.         | 1.21.36        | 23             |
| Christopher Linke                                                                                | 20 km snelwandelen  | n.v.t.    | n.v.t.    | n.v.t.     | n.v.t. | n.v.t.       | n.v.t.       | n.v.t.         | n.v.t.         | 1.20.35        | 19             |
| Deniz Almas Owen Ansah Lucas Ansah-Peprah Joshua Hartmann Kevin Kranz Julian Wagner Yannick Wolf | 4x100m              | n.v.t.    | n.v.t.    | 38.53      | 5      | n.v.t.       | n.v.t.       | n.v.t.         | n.v.t.         | niet geplaatst | niet geplaatst |
| Jean-Paul Bredau Fabian Dammermann Marc Koch Tyrel Prenz Manuel Sanders                          | 4x400m              | n.v.t.    | n.v.t.    | 3.00,29 SB | 8      | n.v.t.       | n.v.t.       | n.v.t.         | n.v.t.         | niet geplaatst | niet geplaatst |

Vrouwen
| atlete                                                                     | onderdeel           | voorronde | voorronde | series     | series | herkansingen | herkansingen | halve finale   | halve finale   | finale         | finale         |
| atlete                                                                     | onderdeel           | tijd      | rang      | tijd       | rang   | tijd         | rang         | tijd           | rang           | tijd           | rang           |
| -------------------------------------------------------------------------- | ------------------- | --------- | --------- | ---------- | ------ | ------------ | ------------ | -------------- | -------------- | -------------- | -------------- |
| Rebekka Haase                                                              | 100 m               | bye       | bye       | 11,28      | 5      | n.v.t.       | n.v.t.       | niet geplaatst | niet geplaatst | niet geplaatst | niet geplaatst |
| Gina Lückenkemper                                                          | 100 m               | bye       | bye       | 11,08      | 3 Q    | n.v.t.       | n.v.t.       | 11,09          | 4              | niet geplaatst | niet geplaatst |
| Majtie Kolberg                                                             | 800 m               | n.v.t.    | n.v.t.    | 2.00,55    | 5 H    | 1.59,08      | 1 Q          | 1.58,52 PB     | 7              | niet geplaatst | niet geplaatst |
| Nele Weßel                                                                 | 1500 m              | n.v.t.    | n.v.t.    | 4.08,55    | 11 H   | 4.07,22      | 9            | niet geplaatst | niet geplaatst | niet geplaatst | niet geplaatst |
| Hanna Klein                                                                | 5000 m              | n.v.t.    | n.v.t.    | 15.31,85   | 14     | n.v.t.       | n.v.t.       | n.v.t.         | n.v.t.         | niet geplaatst | niet geplaatst |
| Carolina Krafzik                                                           | 400 m horden        | n.v.t.    | n.v.t.    | 58,49      | 8 H    | 56,02        | 6            | niet geplaatst | niet geplaatst | niet geplaatst | niet geplaatst |
| Olivia Gürth                                                               | 3000 m steeplechase | n.v.t.    | n.v.t.    | 9.16,47 PB | 6      | n.v.t.       | n.v.t.       | n.v.t.         | n.v.t.         | niet geplaatst | niet geplaatst |
| Gesa Krause                                                                | 3000 m steeplechase | n.v.t.    | n.v.t.    | 9.10,68 PB | 3 Q    | n.v.t.       | n.v.t.       | n.v.t.         | n.v.t.         | 9.26,96        | 14             |
| Lea Meyer                                                                  | 3000 m steeplechase | n.v.t.    | n.v.t.    | 9.14,85 PB | 3 Q    | n.v.t.       | n.v.t.       | n.v.t.         | n.v.t.         | 9.09,59 PB     | 10             |
| Laura Hottenrott                                                           | marathon            | n.v.t.    | n.v.t.    | n.v.t.     | n.v.t. | n.v.t.       | n.v.t.       | n.v.t.         | n.v.t.         | 2.31.19 SB     | 38             |
| Melat Yisak Kejeta                                                         | marathon            | n.v.t.    | n.v.t.    | n.v.t.     | n.v.t. | n.v.t.       | n.v.t.       | n.v.t.         | n.v.t.         | DNF            | DNF            |
| Domenika Mayer                                                             | marathon            | n.v.t.    | n.v.t.    | n.v.t.     | n.v.t. | n.v.t.       | n.v.t.       | n.v.t.         | n.v.t.         | 2.30.14        | 29             |
| Saskia Feige                                                               | 20 km snelwandelen  | n.v.t.    | n.v.t.    | n.v.t.     | n.v.t. | n.v.t.       | n.v.t.       | n.v.t.         | n.v.t.         | 1.33.23 SB     | 28             |
| Alexandra Burghardt Rebekka Haase Sophia Junk Gina Lückenkemper Lisa Mayer | 4x100m              | n.v.t.    | n.v.t.    | 42,15 SB   | 2 Q    | n.v.t.       | n.v.t.       | n.v.t.         | n.v.t.         | 41,97 SB       | Brons          |
| Eileen Demes Mona Mayer Skadi Schier Alica Schmidt                         | 4x400m              | n.v.t.    | n.v.t.    | 3.26,95    | 7      | n.v.t.       | n.v.t.       | n.v.t.         | n.v.t.         | niet geplaatst | niet geplaatst |

Gemengd
| atlete                                                     | onderdeel             | series  | series | finale         | finale         |
| atlete                                                     | onderdeel             | tijd    | rang   | tijd           | rang           |
| ---------------------------------------------------------- | --------------------- | ------- | ------ | -------------- | -------------- |
| Jean Paul Bredau Alica Schmidt Manuel Sanders Eileen Demes | 4x400m                | 3.16,63 | 7      | niet geplaatst | niet geplaatst |
| Saskia Feige Christopher Linke                             | marathon snelwandelen | n.v.t.  | n.v.t. | 2.56.14        | 10             |

#### Technische nummers
Mannen
| atleet               | onderdeel        | kwalificaties | kwalificaties | finale         | finale         |
| atleet               | onderdeel        | afstand       | rang          | afstand        | rang           |
| -------------------- | ---------------- | ------------- | ------------- | -------------- | -------------- |
| Max Heß              | hinkstapspringen | 16,98 m       | 7 q           | 17,38 SB       | 7              |
| Tobias Potye         | hoogspringen     | NM            | NM            | niet geplaatst | niet geplaatst |
| Bo Kanda Lita Baehre | polsstokspringen | 5,75 m        | 10 q          | 5,70 m         | =9             |
| Torben Blech         | polsstokspringen | 5,40 m        | 23            | niet geplaatst | niet geplaatst |
| Oleg Zernikel        | polsstokspringen | 5,75 m        | 1 q           | 5,70 m         | =9             |
| Simon Batz           | verspringen      | 7,90 m        | 12 q          | 8,07 m         | 6              |
| Henrik Janssen       | discuswerpen     | NM            | NM            | niet geplaatst | niet geplaatst |
| Clemens Prüfer       | discuswerpen     | 66,36 m       | 4 Q           | 67,41 m        | 6              |
| Miká Sosna           | discuswerpen     | 61,81 m       | 21            | niet geplaatst | niet geplaatst |
| Merlin Hummel        | hamerslingeren   | 75,25 m       | 12 q          | 76,03 m        | 10             |
| Sören Klose          | hamerslingeren   | 71,20 m       | 28            | niet geplaatst | niet geplaatst |
| Max Dehning          | speerwerpen      | 79,24 m       | 22            | niet geplaatst | niet geplaatst |
| Julian Weber         | speerwerpen      | 87,76 m       | 3 Q           | 87,40 m        | 6              |

Vrouwen
| atlete              | onderdeel        | kwalificaties | kwalificaties | finale         | finale         |
| atlete              | onderdeel        | afstand       | rang          | afstand        | rang           |
| ------------------- | ---------------- | ------------- | ------------- | -------------- | -------------- |
| Christina Honsel    | hoogspringen     | 1,95 m =SB    | 6 q           | 1,95 m =SB     | 6              |
| Imke Onnen          | hoogspringen     | 1,92 m        | 14            | niet geplaatst | niet geplaatst |
| Anjuli Knäsche      | polsstokspringen | 4,40 m        | 12 q          | 4,40 m         | 14             |
| Mikaelle Assani     | verspringen      | 6,24 m        | 28            | niet geplaatst | niet geplaatst |
| Malaika Mihambo     | verspringen      | 6,86 m        | 3 Q           | 6,98 m         | Zilver         |
| Laura Raquel Müller | verspringen      | 6,40 m        | 20            | niet geplaatst | niet geplaatst |
| Kristin Pudenz      | discuswerpen     | 63,45 m       | 8 q           | 60,38 m        | 10             |
| Marike Steinacker   | discuswerpen     | 62,63 m       | 12 q          | 65,37 m        | 4              |
| Claudine Vita       | discuswerpen     | 62,70 m       | 11 q          | 63,62 m        | 6              |
| Alina Kenzel        | kogelstoten      | 18,16 m       | 11 q          | 18,29 m        | 9              |
| Katharina Maisch    | kogelstoten      | 17,86 m       | 16            | niet geplaatst | niet geplaatst |
| Yemisi Ogunleye     | kogelstoten      | 19,24 m       | 3 Q           | 20,00 m        | Goud           |
| Christin Hussong    | speerwerpen      | 59,99 m       | 18            | niet geplaatst | niet geplaatst |

#### Meerkamp
In de oorspronkelijke selectie zou Manuel Eitel deelnemen aan de tienkamp. Hij moest forfait geven wegens een COVID-19-besmetting.
| atleet          | onderdeel | onderdeel | 100 m    | vs      | ks    | hs      | 400 m    | 110 h | dw       | ph   | sw        | 1500 m  | totaal | rang   |
| --------------- | --------- | --------- | -------- | ------- | ----- | ------- | -------- | ----- | -------- | ---- | --------- | ------- | ------ | ------ |
| Till Steinforth | tienkamp  | res.      | 10,52    | 7,61    | 13,96 | 1,96    | 47,96    | 14,37 | 42,59 SB | 4,70 | 59,14     | 4.45,43 | 8170   | 15     |
| Till Steinforth | tienkamp  | pnt.      | 970      | 962     | 726   | 767     | 911      | 927   | 717      | 819  | 707       | 646     | 8170   | 15     |
| Niklas Kaul     | tienkamp  | res.      | 11,34 SB | 7,09    | 14,24 | 2,02 SB | 49,13    | 14,53 | 46,28    | 4,80 | 77,78 ORT | 4.15,00 | 8445   | 8      |
| Niklas Kaul     | tienkamp  | pnt.      | 786      | 835     | 743   | 822     | 855      | 907   | 793      | 849  | 1009      | 846     | 8445   | 8      |
| Leo Neugebauer  | tienkamp  | res.      | 10,67    | 7,98 SB | 16,55 | 2,05    | 47,70 SB | 14,51 | 53,33    | 5,00 | 56,64     | 4.44,67 | 8748   | Zilver |
| Leo Neugebauer  | tienkamp  | pnt.      | 935      | 1056    | 885   | 850     | 924      | 910   | 940      | 910  | 687       | 651     | 8748   | Zilver |

| atlete            | onderdeel | onderdeel | 100 h | hs   | ks    | 200 m    | vs   | sw    | 800 m      | totaal  | rang |
| ----------------- | --------- | --------- | ----- | ---- | ----- | -------- | ---- | ----- | ---------- | ------- | ---- |
| Carolin Schäfer   | zevenkamp | res.      | 13,42 | 1,71 | 14,02 | 25,85 SB | 5,52 | 46,45 | 2.16,78 SB | 6084 SB | 17   |
| Carolin Schäfer   | zevenkamp | pnt.      | 1062  | 867  | 795   | 995      | 706  | 791   | 868        | 6084 SB | 17   |
| Sophie Weißenberg | zevenkamp | res.      | DNS   | DNS  | DNS   | DNS      | DNS  | DNS   | DNS        | DNS     | DNS  |
| Sophie Weißenberg | zevenkamp | pnt.      | DNS   | DNS  | DNS   | DNS      | DNS  | DNS   | DNS        | DNS     | DNS  |

### Badminton
Mannen
| atleet                     | onderdeel  | groepsfase                       | groepsfase               | groepsfase           | groepsfase | eliminatie           | kwartfinale          | halve finale         | finale / BM          | finale / BM    |
| atleet                     | onderdeel  | tegenstander uitslag             | tegenstander uitslag     | tegenstander uitslag | rang       | tegenstander uitslag | tegenstander uitslag | tegenstander uitslag | tegenstander uitslag | rang           |
| -------------------------- | ---------- | -------------------------------- | ------------------------ | -------------------- | ---------- | -------------------- | -------------------- | -------------------- | -------------------- | -------------- |
| Fabian Roth                | enkelspel  | Prannou V 18-21, 12-21           | Lê V 10-21, 10-21        | n.v.t.               | 3          | niet geplaatst       | niet geplaatst       | niet geplaatst       | niet geplaatst       | niet geplaatst |
| Mark Lamsfuß Marvin Seidel | dubbelspel | Alfian - Ardianto V 13-21, 17-21 | Rankireddy - Shetty V TT | Corvée - Labar V TT  | 3          | n.v.t.               | niet geplaatst       | niet geplaatst       | niet geplaatst       | niet geplaatst |

Vrouwen
| atleet    | onderdeel | groepsfase                  | groepsfase                       | groepsfase           | groepsfase | eliminatie           | kwartfinale          | halve finale         | finale / BM          | finale / BM    |
| atleet    | onderdeel | tegenstander uitslag        | tegenstander uitslag             | tegenstander uitslag | rang       | tegenstander uitslag | tegenstander uitslag | tegenstander uitslag | tegenstander uitslag | rang           |
| --------- | --------- | --------------------------- | -------------------------------- | -------------------- | ---------- | -------------------- | -------------------- | -------------------- | -------------------- | -------------- |
| Yvonne Li | enkelspel | Chen Y V 14-21, 21-17, 9-21 | Blichfeldt V 14-21, 21-14, 12-21 | n.v.t.               | 3          | niet geplaatst       | niet geplaatst       | niet geplaatst       | niet geplaatst       | niet geplaatst |

### Basketbal

#### 3x3
Vrouwen
| Olympiër                                                        | Discipline | Resultaat | Prestatie |
| --------------------------------------------------------------- | ---------- | --------- | --------- |
| Svenja Brunckhorst Sonja Greinacher Elisa Mevius Marie Reichert | 3x3        | Goud      | zie onder |

| Groep |                  |             |             |             |            |            |            |        |
| #     | Land             | Wedstrijden | Wedstrijden | Wedstrijden | Doelpunten | Doelpunten | Doelpunten | Punten |
| #     | Land             | GW          | W           | V           | V          | T          | Saldo      | Punten |
| 1     | Duitsland        | 7           | 6           | 1           | 117        | 100        | +17        | 13     |
| 2     | Spanje           | 7           | 4           | 3           | 115        | 114        | +1         | 11     |
| 3     | Verenigde Staten | 7           | 4           | 3           | 108        | 109        | -1         | 11     |
| 4     | Canada           | 7           | 4           | 3           | 129        | 112        | +17        | 11     |
| 5     | Australië        | 7           | 4           | 3           | 127        | 122        | +5         | 11     |
| 6     | China            | 7           | 2           | 5           | 107        | 123        | -16        | 9      |
| 7     | Azerbeidzjan     | 7           | 2           | 5           | 106        | 123        | -17        | 9      |
| 8     | Frankrijk        | 7           | 2           | 5           | 99         | 105        | -6         | 9      |

| groepsfase   | 30 juli 2024    | 17:30 | Verenigde Staten | 13 - 17 | Duitsland    |     |     |
| groepsfase   | 31 juli 2024    | 17:30 | Australië        | 21 - 19 | Duitsland    |     |     |
| groepsfase   | 1 augustus 2024 | 09:30 | Duitsland        | 19 - 15 | Canada       |     |     |
| groepsfase   | 1 augustus 2024 | 18:30 | Duitsland        | 12 - 8  | Azerbeidzjan |     |     |
| groepsfase   | 2 augustus 2024 | 09:00 | Duitsland        | 18 - 15 | China        |     |     |
| groepsfase   | 2 augustus 2024 | 21:30 | Duitsland        | 14 - 13 | Frankrijk    |     |     |
| groepsfase   | 3 augustus 2024 | 18:00 | Spanje           | 15 - 18 | Duitsland    |     |     |
|              |                 |       |                  |         |              |     |     |
| kwartfinale  | bye             | bye   | bye              | bye     | bye          | bye | bye |
|              |                 |       |                  |         |              |     |     |
| halve finale | 5 augustus 2024 | 18:30 | Duitsland        | 16 - 15 | Canada       |     |     |
|              |                 |       |                  |         |              |     |     |
| finale       | 5 augustus 2024 | 22:00 | Duitsland        | 17 - 16 | Spanje       |     |     |

#### Mannenteam
| Olympiër | Onderdeel | Resultaat | Prestatie |
| --- | --------- | --------- | --------- |
| Isaac Bonga Oscar da Silva Niels Giffey Justus Hollatz David Krämer Leon Kratzer Maodo Lô Andreas Obst Louis Olinde Dennis Schröder Daniel Theis Johannes Thiemann Johannes Voigtmann Franz Wagner Moritz Wagner Nick Weiler-Babb | mannen    | 4         | zie onder |

| Groep B |           |             |             |             |             |            |            |            |        |
| #       | Land      | Wedstrijden | Wedstrijden | Wedstrijden | Wedstrijden | Doelpunten | Doelpunten | Doelpunten | Punten |
| #       | Land      | GW          | W           | G           | V           | V          | T          | Saldo      | Punten |
| 1       | Duitsland | 3           | 3           | 0           | 0           | 268        | 221        | +47        | 6      |
| 2       | Frankrijk | 3           | 2           | 0           | 1           | 243        | 241        | +2         | 5      |
| 3       | Brazilië  | 3           | 1           | 0           | 2           | 241        | 248        | -7         | 4      |
| 4       | Japan     | 3           | 0           | 0           | 3           | 251        | 293        | -42        | 3      |

| groepsfase      |                  |           |           |           |             |  |  |
| 27 juli 2024    | 13:30            | Duitsland | 97 - 77   | Japan     |             |  |  |
| 30 juli 2024    | 21:00            | Brazilië  | 73 - 86   | Duitsland |             |  |  |
| 2 augustus 2024 | 21:00            | Frankrijk | 71 - 85   | Duitsland |             |  |  |
|                 |                  |           |           |           |             |  |  |
| kwartfinale     | 6 augustus 2024  | 11:00     | Duitsland | 76 - 63   | Griekenland |  |  |
|                 |                  |           |           |           |             |  |  |
| halve finale    | 8 augustus 2024  | 17:30     | Frankrijk | 73 - 69   | Duitsland   |  |  |
|                 |                  |           |           |           |             |  |  |
| bronzen finale  | 10 augustus 2024 | 11:30     | Duitsland | 83 - 93   | Servië      |  |  |

#### Vrouwenteam
Het Duitse nationale vrouwenbasketbalteam kwalificeerde zich voor de Spelen door bij de beste drie te eindigen op het Olympisch kwalificatietoernooi van 2024 in Belém , Brazilië.
| Olympiër | Onderdeel | Resultaat   | Prestatie |
| --- | --------- | ----------- | --------- |
| Romy Beer Marie Berthold Emily Bessoir Svenja Brunckhorst Jennifer Crowder Luisa Geiselsöder Sonja Greinacher Marie Gulich Alina Hartmann Alexis Peterson Sara Polleros Lina Sontag Theresia Simon Alexandra Wilke Laura Zolper Satou Sabally Nyara Sabally Leonie Fiebich | vrouwen   | kwartfinale | zie onder |

| Groep C |                  |             |             |             |             |            |            |            |        |
| #       | Land             | Wedstrijden | Wedstrijden | Wedstrijden | Wedstrijden | Doelpunten | Doelpunten | Doelpunten | Punten |
| #       | Land             | GW          | W           | G           | V           | V          | T          | Saldo      | Punten |
| 1       | Verenigde Staten | 3           | 3           | 0           | 0           | 276        | 218        | +58        | 6      |
| 2       | Duitsland        | 3           | 2           | 0           | 1           | 226        | 220        | +6         | 5      |
| 3       | België           | 3           | 1           | 0           | 2           | 228        | 228        | 0          | 4      |
| 4       | Japan            | 3           | 0           | 0           | 3           | 198        | 262        | -64        | 3      |

| groepsfase      |                 |                |                |                |                |                |                |
| 29 juli 2024    | 13:30           | Duitsland      | 83 - 69        | België         |                |                |                |
| 1 augustus 2024 | 11:00           | Japan          | 64 - 75        | Duitsland      |                |                |                |
| 4 augustus 2024 | 17:15           | Duitsland      | 68 - 87        | Duitsland      |                |                |                |
|                 |                 |                |                |                |                |                |                |
| kwartfinale     | 7 augustus 2024 | 18:00          | Duitsland      | 71 - 84        | Frankrijk      |                |                |
|                 |                 |                |                |                |                |                |                |
| halve finale    | niet geplaatst  | niet geplaatst | niet geplaatst | niet geplaatst | niet geplaatst | niet geplaatst | niet geplaatst |
|                 |                 |                |                |                |                |                |                |
| finale          | niet geplaatst  | niet geplaatst | niet geplaatst | niet geplaatst | niet geplaatst | niet geplaatst | niet geplaatst |

### Boksen
Mannen
| atleet             | onderdeel         | eerste ronde         | tweede ronde         | kwartfinale          | halve finale         | finale               | rang           |
| atleet             | onderdeel         | tegenstander uitslag | tegenstander uitslag | tegenstander uitslag | tegenstander uitslag | tegenstander uitslag | rang           |
| ------------------ | ----------------- | -------------------- | -------------------- | -------------------- | -------------------- | -------------------- | -------------- |
| Magomed Schachidov | weltergewicht     | Muxanga V 1 - 4      | niet geplaatst       | niet geplaatst       | niet geplaatst       | niet geplaatst       | niet geplaatst |
| Nelvie Tiafack     | superzwaargewicht | n.v.t.               | Abdullayev W 5 - 0   | Lenzi W 5 - 0        | Jalolov V 0 - 5      | niet geplaatst       | Brons          |

Vrouwen
| atlete       | onderdeel    | eerste ronde         | tweede ronde         | kwartfinale          | halve finale         | finale               | rang           |
| atlete       | onderdeel    | tegenstander uitslag | tegenstander uitslag | tegenstander uitslag | tegenstander uitslag | tegenstander uitslag | rang           |
| ------------ | ------------ | -------------------- | -------------------- | -------------------- | -------------------- | -------------------- | -------------- |
| Maxi Klötzer | vlieggewicht | Zareen V 0 - 5       | niet geplaatst       | niet geplaatst       | niet geplaatst       | niet geplaatst       | niet geplaatst |

### Boogschieten
Mannen
| atleet        | onderdeel   | plaatsingsronde | plaatsingsronde | eerste ronde         | tweede ronde         | derde ronde          | kwartfinale          | halve finale         | finale / BM          | finale / BM |
| atleet        | onderdeel   | score           | rang            | tegenstander uitslag | tegenstander uitslag | tegenstander uitslag | tegenstander uitslag | tegenstander uitslag | tegenstander uitslag | rang        |
| ------------- | ----------- | --------------- | --------------- | -------------------- | -------------------- | -------------------- | -------------------- | -------------------- | -------------------- | ----------- |
| Florian Unruh | individueel | 681             | 3               | Tolba W 6 - 0        | Nakanishi W 6 - 4    | Hall W 7 - 3         | Addis W 6 - 5        | Ellison V 3 - 7      | Lee W-s V 0 - 6      | 4           |

Vrouwen
| atleet                                            | onderdeel   | plaatsingsronde | plaatsingsronde | eerste ronde         | tweede ronde         | derde ronde              | kwartfinale          | halve finale         | finale / BM          | finale / BM    |
| atleet                                            | onderdeel   | score           | rang            | tegenstander uitslag | tegenstander uitslag | tegenstander uitslag     | tegenstander uitslag | tegenstander uitslag | tegenstander uitslag | rang           |
| ------------------------------------------------- | ----------- | --------------- | --------------- | -------------------- | -------------------- | ------------------------ | -------------------- | -------------------- | -------------------- | -------------- |
| Katharina Bauer                                   | individueel | 656             | 27              | GNoriega V 0 - 6     | niet geplaatst       | niet geplaatst           | niet geplaatst       | niet geplaatst       | niet geplaatst       | niet geplaatst |
| Michelle Kroppen                                  | individueel | 670             | 7               | Cesarini W 7 - 3     | Ramazanova W 6 - 2   | Kumari V 4 - 6           | niet geplaatst       | niet geplaatst       | niet geplaatst       | niet geplaatst |
| Charline Schwarz                                  | individueel | 639             | 45              | Vázquez W 6 - 4      | Jeon H-y V 7 - 1     | niet geplaatst           | niet geplaatst       | niet geplaatst       | niet geplaatst       | niet geplaatst |
| Katharina Bauer Michelle Kroppen Charline Schwarz | team        | 1965            | 6               | n.v.t.               | n.v.t.               | Groot-Brittannië W 6 - 0 | Mexico V 1 - 5       | niet geplaatst       | niet geplaatst       | niet geplaatst |

Gemengd
| atleet                         | onderdeel | plaatsingsronde | plaatsingsronde | eerste ronde         | kwartfinale          | halve finale             | finale / BM          | finale / BM |
| atleet                         | onderdeel | score           | rang            | tegenstander uitslag | tegenstander uitslag | tegenstander uitslag     | tegenstander uitslag | rang        |
| ------------------------------ | --------- | --------------- | --------------- | -------------------- | -------------------- | ------------------------ | -------------------- | ----------- |
| Florian Unruh Michelle Kroppen | team      | 1351            | 2 Q             | Colombia W 5 - 4     | Mexico W 5 - 1       | Verenigde Staten W 5 - 3 | Zuid-Korea V 0 - 6   | Zilver      |

### Golf
| atleet                | onderdeel | eerste ronde | tweede ronde | derde ronde | vierde ronde | totaal | totaal | totaal |
| atleet                | onderdeel | score        | score        | score       | score        | score  | par    | rang   |
| --------------------- | --------- | ------------ | ------------ | ----------- | ------------ | ------ | ------ | ------ |
| Stephan Jäger         | mannen    | 71           | 64           | 72          | 72           | 279    | -5     | =26    |
| Matti Schmid          | mannen    | 68           | 75           | 69          | 67           | 279    | -5     | =26    |
| Alexandra Försterling | vrouwen   | 76           | 75           | 71          | 70           | 292    | +4     | 35     |
| Esther Henseleit      | vrouwen   | 72           | 73           | 69          | 66           | 280    | -8     | Zilver |

### Gymnastiek

#### Turnen
Mannen
| Pascal Brendel | team | 13,600 | 12,233 | 13,000 | 13,900 | 13,133   | 13,466 | 79,332  | 36     | niet geplaatst |
| Lukas Dauser   | team | 13,233 | -      | -      | -      | 15,166 Q | -      | n.v.t.  | n.v.t. | niet geplaatst |
| Nils Dunkel    | team | 12,600 | 14,566 | 13,700 | 13,600 | 13,966   | 12,800 | 81,232  | 24 Q   | niet geplaatst |
| Timo Eder      | team | 13,400 | 12,800 | 13,066 | 13,900 | 13,366   | 12,266 | 78,798  | 39     | niet geplaatst |
| Andreas Toba   | team | -      | 13,066 | 12,966 | 14,300 | -        | 14,100 | n.v.t.  | n.v.t. | niet geplaatst |
| Totaal         | team | 40,233 | 40,432 | 39,766 | 42,100 | 42,498   | 40,366 | 245,395 | 1      | niet geplaatst |

Individuele finales
| atleet       | onderdeel | kwalificatie | kwalificatie | kwalificatie | kwalificatie | kwalificatie | kwalificatie | kwalificatie | kwalificatie | finale  | finale  | finale  | finale  | finale  | finale  | finale | finale  |
| atleet       | onderdeel | toestel      | toestel      | toestel      | toestel      | toestel      | toestel      | totaal       | positie      | toestel | toestel | toestel | toestel | toestel | toestel | totaal | positie |
| atleet       | onderdeel | vloer        | voltige      | ringen       | sprong       | brug         | rekstok      | totaal       | positie      | vloer   | voltige | ringen  | sprong  | brug    | rekstok | totaal | positie |
| ------------ | --------- | ------------ | ------------ | ------------ | ------------ | ------------ | ------------ | ------------ | ------------ | ------- | ------- | ------- | ------- | ------- | ------- | ------ | ------- |
| Lukas Dauser | brug      | n.v.t.       | n.v.t.       | n.v.t.       | n.v.t.       | 15,166       | n.v.t.       | n.v.t.       | 5 Q          | n.v.t   | n.v.t   | n.v.t   | n.v.t   | 13,700  | n.v.t.  | n.v.t. | 7       |
| Nils Dunkel  | meerkamp  | zie team     | zie team     | zie team     | zie team     | zie team     | zie team     | zie team     | zie team     | 13,333  | 14,466  | 13,566  | 13,700  | 13,466  | 13,166  | 81,697 | 18      |

Vrouwen
| Turnster(s)     | Onderdeel | Kwalificatie | Kwalificatie | Kwalificatie | Kwalificatie | Kwalificatie | Kwalificatie | Finale  | Finale  | Finale         | Finale         | Finale | Finale         |
| Turnster(s)     | Onderdeel | Toestel      | Toestel      | Toestel      | Toestel      | Totaal       | Plaats       | Toestel | Toestel | Toestel        | Toestel        | Totaal | Plaats         |
| Turnster(s)     | Onderdeel | Sprong       | Brug         | Balk         | Vloer        | Totaal       | Plaats       | Sprong  | Brug    | Balk           | Vloer          | Totaal | Plaats         |
| --------------- | --------- | ------------ | ------------ | ------------ | ------------ | ------------ | ------------ | ------- | ------- | -------------- | -------------- | ------ | -------------- |
| Helen Kevric    | brug      | n.v.t.       | 14,600       | n.v.t.       | n.v.t.       | n.v.t.       | 8 Q          | n.v.t.  | 14,566  | n.v.t.         | n.v.t.         | n.v.t. | 6              |
| Helen Kevric    | meerkamp  | 14,066       | 14,600 Q     | 12,133       | 13,066       | 53,865       | 15 Q         | 13,866  | 14,466  | 13,400         | 12,866         | 54,598 | 8              |
| Sarah Voss      | meerkamp  | 14,000       | 13,466       | 12,233       | 12,866       | 52,565       | 25 q         | 12,500  | 12,333  | 12,300         | 12,866         | 49,999 | 24             |
| Pauline Schäfer | balk      | n.v.t.       | n.v.t.       | 13,366       | n.v.t.       | n.v.t.       | 26           | n.v.t.  | n.v.t.  | niet geplaatst | n.v.t.         | n.v.t. | niet geplaatst |
| Pauline Schäfer | vloer     | n.v.t.       | n.v.t.       | n.v.t.       | 12,366       | n.v.t.       | 56           | n.v.t.  | n.v.t.  | n.v.t.         | niet geplaatst | n.v.t. | niet geplaatst |

#### Ritmisch
| atleten           | onderdeel   | kwalificatie | kwalificatie | kwalificatie | kwalificatie | kwalificatie | kwalificatie | finale | finale | finale  | finale | finale  | finale |
| atleten           | onderdeel   | hoepel       | bal          | knotsen      | lint         | totaal       | rang         | hoepel | bal    | knotsen | lint   | totaal  | rang   |
| ----------------- | ----------- | ------------ | ------------ | ------------ | ------------ | ------------ | ------------ | ------ | ------ | ------- | ------ | ------- | ------ |
| Margarita Kolosov | individueel | 34,550       | 33,000       | 33,800       | 30,150       | 131,500      | 5 Q          | 34,600 | 34,150 | 33,950  | 32,550 | 135,250 | 4      |
| Darja Varfolomeev | individueel | 32,500       | 36,450       | 35,250       | 32,650       | 136,850      | 2 Q          | 36,300 | 36,500 | 36,350  | 33,700 | 142,850 | Goud   |

| atleten                                                                | onderdeel | kwalificatie | kwalificatie         | kwalificatie | kwalificatie | finale         | finale               | finale         | finale         |
| atleten                                                                | onderdeel | 5 linten     | 3 knotsen, 2 hoepels | totaal       | rang         | 5 linten       | 3 knotsen, 2 hoepels | totaal         | rang           |
| ---------------------------------------------------------------------- | --------- | ------------ | -------------------- | ------------ | ------------ | -------------- | -------------------- | -------------- | -------------- |
| Anja Kosan Daniella Kromm Alina Oganesyan Hannah Vester Emilia Wickert | team      | 33,700       | 23,650               | 57,350       | 13           | niet geplaatst | niet geplaatst       | niet geplaatst | niet geplaatst |

#### Trampoline
| atleet       | onderdeel | kwalificaties | kwalificaties | finale         | finale         |
| atleet       | onderdeel | score         | rang          | score          | rang           |
| ------------ | --------- | ------------- | ------------- | -------------- | -------------- |
| Fabian Vogel | mannen    | 56,890        | 11            | niet geplaatst | niet geplaatst |

### Handbal

#### Mannen
| Olympiër | Onderdeel | Resultaat | Prestatie |
| --- | --------- | --------- | --------- |
| Rune DahmkeJustus Fischer Johannes Golla Marko Grgić Kai Häfner Sebastian Heymann Tim Hornke Jannik Kohlbacher Julian Köster Juri Knorr Lukas Mertens David Späth Christoph Steinert Renārs Uščins Luca Witzke Andreas Wolff | Mannen    | Zilver    | zie onder |

| Pos | Team      | Wed | W | G | V | Ptn | DV  | DT  | +/− | Kwalificatie |
| --- | --------- | --- | - | - | - | --- | --- | --- | --- | ------------ |
| 1   | Duitsland | 5   | 4 | 0 | 1 | 8   | 162 | 144 | +18 | Kwartfinales |
| 2   | Slovenië  | 5   | 3 | 0 | 2 | 6   | 140 | 142 | −2  | Kwartfinales |
| 3   | Spanje    | 5   | 3 | 0 | 2 | 6   | 151 | 148 | +3  | Kwartfinales |
| 4   | Zweden    | 5   | 3 | 0 | 2 | 6   | 158 | 139 | +19 | Kwartfinales |
| 5   | Kroatië   | 5   | 2 | 0 | 3 | 4   | 148 | 156 | −8  |              |
| 6   | Japan     | 5   | 0 | 0 | 5 | 0   | 143 | 173 | −30 |              |

| Groepsfase      |                  |           |           |           |            |  |  |
| 27 juli 2024    | 19:00            | Duitsland | 30 - 27   | Zweden    |            |  |  |
| 29 juli 2024    | 09:00            | Japan     | 26 - 37   | Duitsland |            |  |  |
| 31 juli 2024    | 11:00            | Kroatië   | 31 - 26   | Duitsland |            |  |  |
| 2 augustus 2024 | 16:00            | Duitsland | 33 - 31   | Spanje    |            |  |  |
| 4 augustus 2024 | 14:00            | Duitsland | 36 - 29   | Slovenië  |            |  |  |
|                 |                  |           |           |           |            |  |  |
| Kwartfinale     | 7 augustus 2024  | 13:30     | Duitsland | 35 - 34   | Frankrijk  |  |  |
|                 |                  |           |           |           |            |  |  |
| Halve finale    | 9 augustus 2024  | 16:30     | Duitsland | 25 - 24   | Spanje     |  |  |
|                 |                  |           |           |           |            |  |  |
| Finale          | 11 augustus 2024 | 13:30     | Duitsland | 26 - 39   | Denemarken |  |  |

#### Vrouwen
| Olympiër | Onderdeel | Resultaat | Prestatie |
| --- | --------- | --------- | --------- |
| Lisa Antl Jenny Behrend Julia Behnke Emily Bölk Antje Döll Katharina Filter Alina Grijseels Viola Leuchter Annika Lott Julia Maidhof Meike Schmelzer Johanna Stockschläder Xenia Smits Sarah Wachter | Vrouwen   | 8         | zie onder |

| Pos | Team       | Wed | W | G | V | Ptn | DV  | DT  | +/− | Kwalificatie |
| --- | ---------- | --- | - | - | - | --- | --- | --- | --- | ------------ |
| 1   | Noorwegen  | 5   | 4 | 0 | 1 | 8   | 140 | 110 | +30 | Kwartfinales |
| 2   | Zweden     | 5   | 4 | 0 | 1 | 8   | 140 | 125 | +15 | Kwartfinales |
| 3   | Denemarken | 5   | 4 | 0 | 1 | 8   | 126 | 116 | +10 | Kwartfinales |
| 4   | Duitsland  | 5   | 1 | 0 | 4 | 2   | 136 | 134 | +2  | Kwartfinales |
| 5   | Zuid-Korea | 5   | 1 | 0 | 4 | 2   | 107 | 133 | −26 |              |
| 6   | Slovenië   | 5   | 1 | 0 | 4 | 2   | 116 | 147 | −31 |              |

| Groepsfase      |                 |                |                |                |                |                |                |
| 25 juli 2024    | 16:00           | Duitsland      | 22 - 23        | Zuid-Korea     |                |                |                |
| 28 juli 2024    | 14:00           | Zweden         | 31 - 28        | Duitsland      |                |                |                |
| 30 juli 2024    | 09:00           | Duitsland      | 41 - 22        | Slovenië       |                |                |                |
| 1 augustus 2024 | 19:00           | Duitsland      | 27 - 28        | Denemarken     |                |                |                |
| 3 augustus 2024 | 19:00           | Noorwegen      | 30 - 18        | Duitsland      |                |                |                |
|                 |                 |                |                |                |                |                |                |
| Kwartfinale     | 6 augustus 2024 | 13:30          | Frankrijk      | 26 - 23        | Duitsland      |                |                |
|                 |                 |                |                |                |                |                |                |
| Halve finale    | niet geplaatst  | niet geplaatst | niet geplaatst | niet geplaatst | niet geplaatst | niet geplaatst | niet geplaatst |
|                 |                 |                |                |                |                |                |                |
| Finale          | niet geplaatst  | niet geplaatst | niet geplaatst | niet geplaatst | niet geplaatst | niet geplaatst | niet geplaatst |

### Hockey

#### Mannen
| Hockeyer(s) | Onderdeel | Plaats |
| --- | --------- | ------ |
| Duitse mannen hockeyploeg Jean Danneberg Mats Grambusch Tom Grambusch Johannes Große Teo Hinrichs Moritz Ludwig Marco Miltkau Hannes Müller Mathias Müller Gonzalo Peillat Thies Prinz Christopher Rühr Justus Weigand Niklas Wellen Lukas Windfeder Martin Zwicker | Mannen    | Zilver |

Reserve: Malte Hellwig - Paul-Philipp Kaufmann - Alexander Stadler
| Pos | Team             | Wed | W | G | V | Ptn | DV | DT | +/− | Kwalificatie |
| --- | ---------------- | --- | - | - | - | --- | -- | -- | --- | ------------ |
| 1   | Duitsland        | 5   | 4 | 0 | 1 | 12  | 16 | 6  | +10 | Kwartfinales |
| 2   | Nederland        | 5   | 3 | 1 | 1 | 10  | 16 | 9  | +7  | Kwartfinales |
| 3   | Groot-Brittannië | 5   | 2 | 2 | 1 | 8   | 11 | 7  | +4  | Kwartfinales |
| 4   | Spanje           | 5   | 2 | 1 | 2 | 7   | 11 | 12 | −1  | Kwartfinales |
| 5   | Zuid-Afrika      | 5   | 1 | 1 | 3 | 4   | 11 | 17 | −6  |              |
| 6   | Frankrijk (G)    | 5   | 0 | 1 | 4 | 1   | 8  | 22 | −14 |              |

| Groepsfase      |                 |                  |           |                        |            |  |  |
| 27 juli 2024    | 17:00           | Duitsland        | 8 - 2     | Frankrijk              |            |  |  |
| 28 juli 2024    | 17:00           | Duitsland        | 0 - 2     | Spanje                 |            |  |  |
| 30 juli 2024    | 10:30           | Zuid-Afrika      | 1 - 5     | Duitsland              |            |  |  |
| 31 juli 2024    | 17:30           | Duitsland        | 1 - 0     | Nederland              |            |  |  |
| 2 augustus 2024 | 20:15           | Groot-Brittannië | 1 - 2     | Duitsland              |            |  |  |
|                 |                 |                  |           |                        |            |  |  |
| Kwartfinale     | 4 augustus 2024 | 20:00            | Duitsland | 2 - 0                  | Argentinië |  |  |
|                 |                 |                  |           |                        |            |  |  |
| Halve finale    | 6 augustus 2024 | 19:00            | Duitsland | 3 - 2                  | India      |  |  |
|                 |                 |                  |           |                        |            |  |  |
| Finale          | 8 augustus 2024 | 19:00            | Duitsland | 1 - 1 Shoot-outs 1 - 3 | Nederland  |  |  |

#### Vrouwen
| Hockeyer(s) | Onderdeel | Plaats      |
| --- | --------- | ----------- |
| Duitse vrouwen hockeyploeg Emma Davidsmeyer Jette Fleschütz Viktoria Huse Kira Horn Nathalie Kubalski Stine Kurz Nike Lorenz Lena Micheel Lisa Nolte Selin Oruz Cécile Pieper Anne Schröder Charlotte Stapenhorst Linnea Weidemann Benedetta Wenzel Felicia Wiedermann Amelie Wortmann Sonja Zimmermann | Vrouwen   | kwartfinale |

| Pos | Team          | Wed | W | G | V | Ptn | DV | DT | +/− | Kwalificatie |
| --- | ------------- | --- | - | - | - | --- | -- | -- | --- | ------------ |
| 1   | Nederland     | 5   | 5 | 0 | 0 | 15  | 19 | 5  | +14 | Kwartfinales |
| 2   | België        | 5   | 4 | 0 | 1 | 12  | 13 | 4  | +9  | Kwartfinales |
| 3   | Duitsland     | 5   | 3 | 0 | 2 | 9   | 12 | 7  | +5  | Kwartfinales |
| 4   | China         | 5   | 2 | 0 | 3 | 6   | 15 | 10 | +5  | Kwartfinales |
| 5   | Japan         | 5   | 1 | 0 | 4 | 3   | 2  | 15 | −13 |              |
| 6   | Frankrijk (G) | 5   | 0 | 0 | 5 | 0   | 4  | 24 | −20 |              |

| Groepsfase      |                 |                |                |                      |                |                |                |
| 28 juli 2024    | 10:30           | Duitsland      | 2 - 0          | Japan                |                |                |                |
| 29 juli 2024    | 19:45           | Duitsland      | 1 - 2          | Nederland            |                |                |                |
| 31 juli 2024    | 12:45           | Frankrijk      | 1 - 5          | Duitsland            |                |                |                |
| 2 augustus 2024 | 10:00           | China          | 2 - 4          | Duitsland            |                |                |                |
| 3 augustus 2024 | 19:45           | Duitsland      | 0 - 2          | België               |                |                |                |
|                 |                 |                |                |                      |                |                |                |
| Kwartfinale     | 5 augustus 2024 | 12:30          | Argentinië     | 1 - 1 Shoot-outs 2-0 | Duitsland      |                |                |
|                 |                 |                |                |                      |                |                |                |
| Halve finale    | niet geplaatst  | niet geplaatst | niet geplaatst | niet geplaatst       | niet geplaatst | niet geplaatst | niet geplaatst |
|                 |                 |                |                |                      |                |                |                |
| Finale          | niet geplaatst  | niet geplaatst | niet geplaatst | niet geplaatst       | niet geplaatst | niet geplaatst | niet geplaatst |

### Judo
Mannen
| atleet         | onderdeel | eerste ronde         | tweede ronde             | derde ronde          | kwartfinale          | halve finale         | herkansing           | finale / BM          | finale / BM    |
| atleet         | onderdeel | tegenstander uitslag | tegenstander uitslag     | tegenstander uitslag | tegenstander uitslag | tegenstander uitslag | tegenstander uitslag | tegenstander uitslag | rang           |
| -------------- | --------- | -------------------- | ------------------------ | -------------------- | -------------------- | -------------------- | -------------------- | -------------------- | -------------- |
| Igor Wandtke   | −73 kg    | n.v.t.               | De Oliveira W 10 - 00    | Margelidon V 00 - 10 | niet geplaatst       | niet geplaatst       | niet geplaatst       | niet geplaatst       | niet geplaatst |
| Timo Cavelius  | −81 kg    | bye                  | Muki V 00 - 10           | niet geplaatst       | niet geplaatst       | niet geplaatst       | niet geplaatst       | niet geplaatst       | niet geplaatst |
| Eduard Trippel | −90 kg    | n.v.t.               | Nyman V 00 - 01          | niet geplaatst       | niet geplaatst       | niet geplaatst       | niet geplaatst       | niet geplaatst       | niet geplaatst |
| Erik Abramov   | +100 kg   | n.v.t.               | Tsetsentsengel W 01 - 00 | niet geplaatst       | niet geplaatst       | niet geplaatst       | niet geplaatst       | niet geplaatst       | niet geplaatst |

Vrouwen
| atlete            | onderdeel | eerste ronde         | tweede ronde           | derde ronde          | kwartfinale           | halve finale         | herkansing           | finale / BM          | finale / BM    |
| atlete            | onderdeel | tegenstander uitslag | tegenstander uitslag   | tegenstander uitslag | tegenstander uitslag  | tegenstander uitslag | tegenstander uitslag | tegenstander uitslag | rang           |
| ----------------- | --------- | -------------------- | ---------------------- | -------------------- | --------------------- | -------------------- | -------------------- | -------------------- | -------------- |
| Katharina Menz    | −48 kg    | n.v.t.               | Costa V 00 - 01        | niet geplaatst       | niet geplaatst        | niet geplaatst       | niet geplaatst       | niet geplaatst       | niet geplaatst |
| Mascha Ballhaus   | −52 kg    | n.v.t.               | Martínez W 11 - 00     | Bishrelt W 11 - 00   | Keldiyorova V 00 - 10 | niet geplaatst       | Pimenta V 00 - 10    | niet geplaatst       | 7              |
| Pauline Starke    | −57 kg    | n.v.t.               | Beurskens W 11 - 01    | Enkhriilen V 01 - 11 | niet geplaatst        | niet geplaatst       | niet geplaatst       | niet geplaatst       | niet geplaatst |
| Miriam Butkereit  | −70 kg    | n.v.t.               | bye                    | Coughlan W 10 - 00   | Willems W 10 - 00     | Polleres W 10 - 00   | bye                  | Matić V 00 - 01      | Zilver         |
| Anna-Maria Wagner | −78 kg    | n.v.t.               | bye                    | Branser W 11 - 00    | Takayama W 10 - 00    | Lanir V 00 - 10      | bye                  | Ma Z V 00 - 01       | 4              |
| Renée Lucht       | +78 kg    | n.v.t.               | Somkhishvili V 00 - 10 | niet geplaatst       | niet geplaatst        | niet geplaatst       | niet geplaatst       | niet geplaatst       | niet geplaatst |

Gemengd
| atleten                                                                              | onderdeel | eerste ronde         | tweede ronde         | derde ronde          | kwartfinale          | halve finale         | herkansing           | finale / BM          | finale / BM |
| atleten                                                                              | onderdeel | tegenstander uitslag | tegenstander uitslag | tegenstander uitslag | tegenstander uitslag | tegenstander uitslag | tegenstander uitslag | tegenstander uitslag | rang        |
| ------------------------------------------------------------------------------------ | --------- | -------------------- | -------------------- | -------------------- | -------------------- | -------------------- | -------------------- | -------------------- | ----------- |
| Erik Abramov Eduard Trippel Igor Wandtke Miriam Butkereit Renée Lucht Pauline Starke | team      | n.v.t.               | bye                  | Oostenrijk W 4 - 1   | Brazilië W 4 - 3     | Japan V 4 - 0        | bye                  | Zuid-Korea V 3 - 4   | 5           |

### Kanovaren

#### Kayak Cross
| Atleet        | Onderdeel      | Tijdrit | Rang | Ronde 1 | Herkansingen | Series | Kwartfinale    | Halve finale   | Finale         | Rang  |
| Atleet        | Onderdeel      | Tijdrit | Rang | Rang    | Rang         | Rang   | Rang           | Rang           | Rang           | Rang  |
| ------------- | -------------- | ------- | ---- | ------- | ------------ | ------ | -------------- | -------------- | -------------- | ----- |
| Noah Hegge    | KX-1 (mannen)  | 68,01   | 8    | 1 Q     | bye          | 1 Q    | 1 Q            | 1 FA           | 3              | Brons |
| Stefan Hengst | KX-1 (mannen)  | 69,67   | 38   | 2 Q     | bye          | 4      | niet geplaatst | niet geplaatst | niet geplaatst | 30    |
| Ricarda Funk  | KX-1 (vrouwen) | 72,89   | 7    | 1 Q     | bye          | 2 Q    | 4              | niet geplaatst | niet geplaatst | 14    |
| Elena Lilik   | KX-1 (vrouwen) | 74,19   | 13   | 1 Q     | bye          | 1 Q    | 1 Q            | 2 FA           | 4              | 4     |

#### Slalom
Mannen
| atleet           | onderdeel  | series | series | series | series | series    | series | halve finale | halve finale | finale | finale |
| atleet           | onderdeel  | run 1  | rang   | run 2  | rang   | beste run | rang   | tijd         | rang         | tijd   | rang   |
| ---------------- | ---------- | ------ | ------ | ------ | ------ | --------- | ------ | ------------ | ------------ | ------ | ------ |
| Sideris Tasiadis | C-1 slalom | 92,44  | 6      | 92,43  | 7      | 92,43     | 7 Q    | 96,74        | 3 Q          | 97,27  | 4      |
| Noah Hegge       | K-1 slalom | 87,67  | 8      | 87,15  | 6      | 87,15     | 10 Q   | 91,24        | 2 Q          | 89,73  | 7      |

Vrouwen
| atlete       | onderdeel  | series | series | series | series | series    | series | halve finale | halve finale | finale | finale |
| atlete       | onderdeel  | run 1  | rang   | run 2  | rang   | beste run | rang   | tijd         | rang         | tijd   | rang   |
| ------------ | ---------- | ------ | ------ | ------ | ------ | --------- | ------ | ------------ | ------------ | ------ | ------ |
| Ricarda Funk | C-1 slalom | 97,15  | 7      | 94,95  | 6      | 94,95     | 6 Q    | 97,31        | 1 Q          | 149,08 | 11     |
| Elena Lilik  | K-1 slalom | 107,95 | 7      | 103,29 | 2      | 103,29    | 5 Q    | 113,59       | 7 Q          | 103,54 | Zilver |

#### Sprint
Mannen
| atleet                                                    | onderdeel  | series  | series | kwartfinale | kwartfinale | halve finale | halve finale | finale  | finale |
| atleet                                                    | onderdeel  | tijd    | rang   | tijd        | rang        | tijd         | rang         | tijd    | rang   |
| --------------------------------------------------------- | ---------- | ------- | ------ | ----------- | ----------- | ------------ | ------------ | ------- | ------ |
| Sebastian Brendel                                         | C-1 1000 m | 3.45,48 | 1 HF   | bye         | bye         | 3.44,78      | 1 FA         | 3.51,44 | 8      |
| Tim Hecker Peter Kretschmer                               | C-2 500 m  | 1.41,58 | 6 KF   | 1.39,94     | 1 HF        | 1.41,58      | 2 FA         | 1.41,62 | 5      |
| Jakob Thordsen                                            | K-1 1000 m | 3.29,88 | 2 HF   | bye         | bye         | 3.29,34      | 3 FA         | 3.36,82 | 8      |
| Anton Winkelmann                                          | K-1 1000 m | 3.27,80 | 1 HF   | bye         | bye         | 3.31,51      | 7 FB         | 3.28,04 | 10     |
| Max Lemke Jacob Schopf                                    | K-2 500 m  | 1.28,03 | 1 HF   | bye         | bye         | 1.28,13      | 1 FA         | 1.26,87 | Goud   |
| Tom Liebscher-Lucz Max Rendschmidt                        | K-2 500 m  | 1.28,39 | 1 HF   | bye         | bye         | 1.27,67      | 4 FA         | 1.27,54 | 5      |
| Max Lemke Tom Liebscher-Lucz Max Rendschmidt Jacob Schopf | K-4 500 m  | 1.20,51 | 1 HF   | bye         | bye         | 1.20,57      | 1 FA         | 1.19,80 | Goud   |

Vrouwen
| atlete                                                | onderdeel | series  | series | kwartfinale | kwartfinale | halve finale   | halve finale   | finale         | finale         |
| atlete                                                | onderdeel | tijd    | rang   | tijd        | rang        | tijd           | rang           | tijd           | rang           |
| ----------------------------------------------------- | --------- | ------- | ------ | ----------- | ----------- | -------------- | -------------- | -------------- | -------------- |
| Lisa Jahn                                             | C-1 200 m | 48,92   | 3 KF   | 48,55       | 5           | niet geplaatst | niet geplaatst | niet geplaatst | niet geplaatst |
| Maike Jakob                                           | C-1 200 m | 48,67   | 6 KF   | 51,40       | 6           | niet geplaatst | niet geplaatst | niet geplaatst | niet geplaatst |
| Lisa Jahn Hedi Kliemke                                | C-2 500 m | 2.01,15 | 5 KF   | 1.56,56     | 4 FB        | niet geplaatst | niet geplaatst | 1.56,48        | 9              |
| Enja Rößeling                                         | K-1 500 m | 1.56,88 | 5 KF   | 1.52,74     | 4 HF        | 1.57,22        | 8              | niet geplaatst | niet geplaatst |
| Jule Hake Paulina Paszek                              | K-2 500 m | 1.39,03 | 1 HF   | bye         | bye         | 1.38,84        | 2 FA           | 1.39,46        | Brons          |
| Pauline Jagsch Lena Röhlings                          | K-2 500 m | 1.41,45 | 1 HF   | bye         | bye         | 1.39,51        | 1 FA           | 1.40,09        | 6              |
| Sarah Brüßler Jule Hake Pauline Jagsch Paulina Paszek | K-4 500 m | 1.32,34 | 1 FA   | n.v.t.      | n.v.t.      | bye            | bye            | 1.32,62        | Zilver         |

### Klimsport

#### Boulder & Lead combined
| Atleet          | Onderdeel | Kwalificatie | Kwalificatie | Kwalificatie | Kwalificatie | Kwalificatie | Kwalificatie | Finale         | Finale         | Finale         | Finale         | Finale         | Finale         |
| Atleet          | Onderdeel | Boulder      | Boulder      | Lead         | Lead         | Totaal       | Rang         | Boulder        | Boulder        | Lead           | Lead           | Totaal         | Rang           |
| Atleet          | Onderdeel | Resultaat    | Rang         | Hold         | Rang         | Totaal       | Rang         | Resultaat      | Rang           | Hold           | Rang           | Totaal         | Rang           |
| --------------- | --------- | ------------ | ------------ | ------------ | ------------ | ------------ | ------------ | -------------- | -------------- | -------------- | -------------- | -------------- | -------------- |
| Yannick Flohé   | mannen    | 29,7         | 12           | 39,1         | 8            | 68,8         | 9            | niet geplaatst | niet geplaatst | niet geplaatst | niet geplaatst | niet geplaatst | niet geplaatst |
| Alexander Megos | mannen    | 24,7         | 15           | 24,0         | 11           | 48,7         | 13           | niet geplaatst | niet geplaatst | niet geplaatst | niet geplaatst | niet geplaatst | niet geplaatst |
| Lucia Dörffel   | vrouwen   | 29,2         | 16           | 51,1         | 10           | 80,3         | 16           | niet geplaatst | niet geplaatst | niet geplaatst | niet geplaatst | niet geplaatst | niet geplaatst |

### Moderne vijfkamp
| atleet           | onderdeel | onderdeel    | schermen (degen) | schermen (degen) | schermen (degen) | schermen (degen) | zwemmen (200 m vrije slag) | zwemmen (200 m vrije slag) | zwemmen (200 m vrije slag) | paardrijden (springen) | paardrijden (springen) | paardrijden (springen) | combinatie: schieten/lopen (10 m luchtpistool)/(3200 m) | combinatie: schieten/lopen (10 m luchtpistool)/(3200 m) | combinatie: schieten/lopen (10 m luchtpistool)/(3200 m) | totaal punten  | rang           |
| atleet           | onderdeel | onderdeel    | RR               | BR               | rang             | punten           | tijd                       | rang                       | punten                     | strafpunten            | rang                   | punten                 | tijd                                                    | rang                                                    | punten                                                  | totaal punten  | rang           |
| ---------------- | --------- | ------------ | ---------------- | ---------------- | ---------------- | ---------------- | -------------------------- | -------------------------- | -------------------------- | ---------------------- | ---------------------- | ---------------------- | ------------------------------------------------------- | ------------------------------------------------------- | ------------------------------------------------------- | -------------- | -------------- |
| Marvin Dogue     | mannen    | halve finale | 20-15            | 8                | 14               | 233              | 2.07,95                    | 15                         | 295                        | 14                     | 14                     | 286                    | 10.11,78                                                | 3                                                       | 689                                                     | 1503           | 6 Q            |
| Marvin Dogue     | mannen    | finale       | 20-15            | 0                |                  | 225              | 2.07,00                    | 16                         | 296                        | 7                      | 10                     | 293                    | 9.54,76                                                 | 7                                                       | 706                                                     | 1520           | 8              |
| Fabian Liebig    | mannen    | halve finale | 17-18            | 0                | 19               | 210              | 2.03,81                    | 9                          | 303                        | 0                      | 6                      | 300                    | 10.09,13                                                | 7                                                       | 691                                                     | 1504           | 6 Q            |
| Fabian Liebig    | mannen    | finale       | 17-18            | 0                |                  | 210              | 2.04,18                    | 11                         | 302                        | 0                      | 5                      | 300                    | 10.05,62                                                | 12                                                      | 695                                                     | 1507           | 12             |
| Rebecca Langrehr | vrouwen   | halve finale | 18-17            | 0                | 14               | 215              | 2.19,58                    | 12                         | 217                        | DNS                    | DNS                    | 0                      | 12.44,33                                                | 18                                                      | 536                                                     | 1022           | 18             |
| Rebecca Langrehr | vrouwen   | finale       | niet geplaatst   | niet geplaatst   | niet geplaatst   | niet geplaatst   | niet geplaatst             | niet geplaatst             | niet geplaatst             | niet geplaatst         | niet geplaatst         | niet geplaatst         | niet geplaatst                                          | niet geplaatst                                          | niet geplaatst                                          | niet geplaatst | niet geplaatst |
| Annika Zillekens | vrouwen   | halve finale | 17-18            | 0                | 18               | 210              | 2.18,88                    | 10                         | 273                        | 25                     | 15                     | 275                    | 11.11,93                                                | 2                                                       | 629                                                     | 1387           | 10 Q           |
| Annika Zillekens | vrouwen   | finale       | 17-18            | 2                |                  | 212              | 2.20,71                    | 14                         | 629                        | 0                      | 7                      | 300                    | 11.45,71                                                | 16                                                      | 595                                                     | 1376           | 15             |

### Paardensport

#### Dressuur
| ruiter                                                   | paard         | onderdeel   | Grand Prix | Grand Prix | Grand Prix Special | Grand Prix Special | Grand Prix Freestyle | Grand Prix Freestyle | totaal  | totaal |
| ruiter                                                   | paard         | onderdeel   | score      | rang       | score              | rang               | technisch            | artistiek            | uitslag | rang   |
| -------------------------------------------------------- | ------------- | ----------- | ---------- | ---------- | ------------------ | ------------------ | -------------------- | -------------------- | ------- | ------ |
| Jessica von Bredow-Werndl                                | Dalera        | individueel | 82,065     | 1 Q        |                    |                    | 82,357               | 97,829               | 90,093  | Goud   |
| Frederic Wandres                                         | Bluetooth     | individueel | 76,118     | 10 Q       | 75,214             | 87,486             | 81,350               | 13                   |         |        |
| Isabell Werth                                            | Wendy         | individueel | 78,913     | 3 Q        | 81,714             | 97,514             | 89,614               | Zilver               |         |        |
| Jessica von Bredow-Werndl Frederic Wandres Isabell Werth | zie hierboven | team        | 237,546    | 1 Q        | 235,790            | 1                  |                      |                      | 235,790 | Goud   |

#### Eventing
In de originele selectie zou Sanda Auffarth samen met viamant du matz deel uitmaken van het team. Voor afreis naar Parijs werd bij een laatste gezondheidscheck besloten dat het duo omwille van gezondheidsredenen bij het paard niet kon deelnemen. Het duo werd vervangen door Julia Krajewski en Nickel.
| ruiter                                        | paard         | onderdeel   | dressuur    | dressuur | cross-country | cross-country | cross-country | springen       | springen       | springen       | springen       | springen       | springen       | totaal         | totaal         |
| ruiter                                        | paard         | onderdeel   | dressuur    | dressuur | cross-country | cross-country | cross-country | kwalificatie   | kwalificatie   | kwalificatie   | finale         | finale         | finale         | totaal         | totaal         |
| ruiter                                        | paard         | onderdeel   | strafpunten | rang     | strafpunten   | totaal        | rang          | strafpunten    | totaal         | rang           | strafpunten    | totaal         | rang           | strafpunten    | rang           |
| --------------------------------------------- | ------------- | ----------- | ----------- | -------- | ------------- | ------------- | ------------- | -------------- | -------------- | -------------- | -------------- | -------------- | -------------- | -------------- | -------------- |
| Michael Jung                                  | Chipmunk      | individueel | 17,80       | 2        | 0             | 17,80         | 1             | 4,00           | 21,80          | 1 Q            | 0              | 21,80          | 1              | 21,80          | Goud           |
| Julia Krajewski                               | Nickel        | individueel | 26,90       | 14       | 4,80          | 32,10         | 14            | 0,40           | 32,10          | 11 Q           | 0              | 32,10          | 11             | 32,10          | 11             |
| Christoph Wahler                              | Carjatan      | individueel | 29,40       | 21       | 200           | EL            | EL            | niet geplaatst | niet geplaatst | niet geplaatst | niet geplaatst | niet geplaatst | niet geplaatst | niet geplaatst | niet geplaatst |
| Julia Krajewski Michael Jung Christoph Wahler | zie hierboven | team        | 74,10       | 2        | 204,80        | 278,90        | 14            | 4,40           | 283,30         | 14             | n.v.t.         | n.v.t.         | n.v.t.         | 283,30         | 14             |

#### Jumping
| atleet                                          | paard          | onderdeel   | kwalificatie | kwalificatie | finale         | finale         | finale         | jump-off       | jump-off       | jump-off       |
| atleet                                          | paard          | onderdeel   | strafpunten  | rang         | strafpunten    | tijd           | rang           | strafpunten    | tijd           | rang           |
| ----------------------------------------------- | -------------- | ----------- | ------------ | ------------ | -------------- | -------------- | -------------- | -------------- | -------------- | -------------- |
| Philipp Weishaupt                               | Zineday        | individueel | 4            | 30 Q         | 5              | 84,14          | 12             | niet geplaatst | niet geplaatst | niet geplaatst |
| Christian Kukuk                                 | Checker 47     | individueel | 4            | 24 Q         | 0              | 82,38          | 1 Q            | 0              | 38,34          | Goud           |
| Richard Vogel                                   | United Touch S | individueel | 12           | 55           | niet geplaatst | niet geplaatst | niet geplaatst | niet geplaatst | niet geplaatst | niet geplaatst |
| Philipp Weishaupt Christian Kukuk Richard Vogel | zie hierboven  | Team        | 0            | 1 Q          | 8              | 229,57         | 5              | n.v.t.         | n.v.t.         | n.v.t.         |

### Roeien
Mannen
| atleet | onderdeel   | series  | series | herkansingen | herkansingen | kwartfinale | kwartfinale | halve finale | halve finale | finale  | finale |
| atleet | onderdeel   | tijd    | rang   | tijd         | rang         | tijd        | rang        | tijd         | rang         | tijd    | rang   |
| --- | ----------- | ------- | ------ | ------------ | ------------ | ----------- | ----------- | ------------ | ------------ | ------- | ------ |
| Oliver Zeidler | skiff       | 6.54,72 | 1 KF   | bye          | bye          | 6.45,32     | 1 HA/B      | 6.35,77 OR   | 1 FA         | 6.37,57 | Goud   |
| Jonas Gelsen Marc Weber | dubbeltwee  | 6.25,15 | 4 H    | 6.34,59      | 2 HA/B       | n.v.t.      | n.v.t.      | 6.17,69      | 4 FB         | 6.17,07 | 9      |
| Julius Christ Sönke Kruse | twee-zonder | 6.38,36 | 3 HA/B | bye          | bye          | n.v.t.      | n.v.t.      | 6.47,13      | 6 FB         | 6.28,61 | 11     |
| Max Appel Anton Finger Tim Ole Naske Julius Rommelmann Moritz Wolff                                                                              | dubbelvier  | 5.46,90 | 3 H    | 5.52,39      | 1 FA         | n.v.t.      | n.v.t.      | n.v.t.       | n.v.t.       | 5.50,62 | 5      |
| Frederik Breuer Benedict Eggeling Laurits Follert Torben Johannesen Max John Olaf Roggensack Mattes Schönherr Wolf Niclas Schroeder Jonas Wiesen | acht        | 5.41,63 | 3 H    | 5.29,17      | 2 FA         | n.v.t.      | n.v.t.      | n.v.t.       | n.v.t.       | 5.29,80 | 4      |

Vrouwen
| atleet                                                 | onderdeel  | series  | series | herkansingen | herkansingen | kwartfinale | kwartfinale | halve finale | halve finale | finale  | finale |
| atleet                                                 | onderdeel  | tijd    | rang   | tijd         | rang         | tijd        | rang        | tijd         | rang         | tijd    | rang   |
| ------------------------------------------------------ | ---------- | ------- | ------ | ------------ | ------------ | ----------- | ----------- | ------------ | ------------ | ------- | ------ |
| Alexandra Föster                                       | skiff      | 7.36,35 | 1 KF   | bye          | bye          | 7.30,98     | 2 HA/B      | 7.24,63      | 4 FB         | 7.23,53 | 7      |
| Pia Greiten Leonie Menzel Tabea Schendekehl Maren Völz | dubbelvier | 6.15,28 | 2 FA   | bye          | bye          | n.v.t.      | n.v.t.      | n.v.t.       | n.v.t.       | 6.19,70 | Brons  |

Legenda: FA=finale A (medailles); FB=finale B (geen medailles); FC=finale C (geen medailles); FD=finale D (geen medailles); FE=finale E (geen medailles); FF=finale F (geen medailles); HA/B=halve finale A/B; HC/D=halve finale C/D; HE/F=halve finale E/F; KF=kwartfinale; H=herkansing

### Schermen
Mannen
| atleet       | onderdeel | eerste ronde         | tweede ronde         | derde ronde          | kwartfinale          | halve finale         | finale / BM          | finale / BM    |
| atleet       | onderdeel | tegenstander uitslag | tegenstander uitslag | tegenstander uitslag | tegenstander uitslag | tegenstander uitslag | tegenstander uitslag | rang           |
| ------------ | --------- | -------------------- | -------------------- | -------------------- | -------------------- | -------------------- | -------------------- | -------------- |
| Matyas Szabo | sabel     | bye                  | Al-Shamlan W 15 - 6  | Fabrice W 15 - 13    | El-Sissy V 14 - 15   | niet geplaatst       | niet geplaatst       | niet geplaatst |

Vrouwen
| atleet     | onderdeel | eerste ronde         | tweede ronde         | derde ronde          | kwartfinale          | halve finale         | finale / BM          | finale / BM    |
| atleet     | onderdeel | tegenstander uitslag | tegenstander uitslag | tegenstander uitslag | tegenstander uitslag | tegenstander uitslag | tegenstander uitslag | rang           |
| ---------- | --------- | -------------------- | -------------------- | -------------------- | -------------------- | -------------------- | -------------------- | -------------- |
| Anne Sauer | floret    | bye                  | Hamza W 15 - 3       | Chan W 15 - 8        | Volpi V 12 - 15      | niet geplaatst       | niet geplaatst       | niet geplaatst |

### Schietsport
Mannen
| atleet             | onderdeel               | kwalificaties | kwalificaties | finale         | finale         |
| atleet             | onderdeel               | punten        | rang          | punten         | rang           |
| ------------------ | ----------------------- | ------------- | ------------- | -------------- | -------------- |
| Maximilian Ulbrich | 10 m luchtgeweer        | 628,9         | 14            | niet geplaatst | niet geplaatst |
| Maximilian Ulbrich | 50 m geweer 3 houdingen | 588-25x       | 17            | niet geplaatst | niet geplaatst |
| Robin Walter       | 10 m luchtpistool       | 577-17x       | 8 Q           | 158,4          | 6              |
| Christian Reitz    | 10 m luchtpistool       | 580-22x       | 3 Q           | 177,6          | 5              |
| Christian Reitz    | 25 m snelvuurpistool    | 577           | 23            | niet geplaatst | niet geplaatst |
| Florian Peter      | 25 m snelvuurpistool    | 585           | 6 Q           | 20             | 4              |
| Sven Korte         | skeet                   | 122           | 8             | niet geplaatst | niet geplaatst |

Vrouwen
| atlete               | onderdeel               | kwalificaties | kwalificaties | finale         | finale         |
| atlete               | onderdeel               | punten        | rang          | punten         | rang           |
| -------------------- | ----------------------- | ------------- | ------------- | -------------- | -------------- |
| Lisa Müller          | 10 m luchtgeweer        | 627,5         | 19            | niet geplaatst | niet geplaatst |
| Anna Janßen          | 10 m luchtgeweer        | 626,5         | 25            | niet geplaatst | niet geplaatst |
| Anna Janßen          | 50 m geweer 3 houdingen | 587-27x       | 11            | niet geplaatst | niet geplaatst |
| Jolyn Beer           | 50 m geweer 3 houdingen | 587-29x       | 9             | niet geplaatst | niet geplaatst |
| Josefin Eder         | 10 m luchtpistool       | 567-11x       | 30            | niet geplaatst | niet geplaatst |
| Josefin Eder         | 25 m pistool            | 569           | 36            | niet geplaatst | niet geplaatst |
| Doreen Vennekamp     | 10 m luchtpistool       | 572-12x       | 20            | niet geplaatst | niet geplaatst |
| Doreen Vennekamp     | 25 m pistool            | 583           | 13            | niet geplaatst | niet geplaatst |
| Nadine Messerschmidt | skeet                   | 117           | 17            | niet geplaatst | niet geplaatst |
| Nele Wißmer          | skeet                   | 120           | 8             | niet geplaatst | niet geplaatst |
| Kathrin Murche       | trap                    | 119           | 11            | niet geplaatst | niet geplaatst |

Gemengd
| atleet                          | onderdeel             | kwalificaties | kwalificaties | finale                 | finale         |
| atleet                          | onderdeel             | punten        | rang          | tegenstander resultaat | rang           |
| ------------------------------- | --------------------- | ------------- | ------------- | ---------------------- | -------------- |
| Maximilian Ulbrich Anna Janßen  | 10 m luchtgeweer team | 629,7         | 4 FB          | Le - Satpayev V 5 - 17 | 4              |
| Sven Korte Nadine Messerschmidt | skeet team            | 142           | 10            | niet geplaatst         | niet geplaatst |

### Schoonspringen
Mannen
| atleet                       | onderdeel           | series | series | halve finale   | halve finale   | finale         | finale         |
| atleet                       | onderdeel           | punten | rang   | punten         | rang           | punten         | rang           |
| ---------------------------- | ------------------- | ------ | ------ | -------------- | -------------- | -------------- | -------------- |
| Lars Rüdiger                 | 3 m plank           | 301,15 | 25     | niet geplaatst | niet geplaatst | niet geplaatst | niet geplaatst |
| Moritz Wesemann              | 3 m plank           | 398,70 | 9 Q    | 433,00         | 8 Q            | 363,65         | 12             |
| Timo Barthel                 | 10 m toren          | 402,65 | 12 Q   | 411,50         | 9 Q            | 446,20         | 6              |
| Timo Barthel Jaden Eikermann | 10m toren synchroon | n.v.t. | n.v.t. | n.v.t.         | n.v.t.         | 364,41         | 7              |

Vrouwen
| atlete                      | onderdeel           | series | series | halve finale   | halve finale   | finale         | finale         |
| atlete                      | onderdeel           | punten | rang   | punten         | rang           | punten         | rang           |
| --------------------------- | ------------------- | ------ | ------ | -------------- | -------------- | -------------- | -------------- |
| Jette Müller                | 3 m plank           | 262,85 | 20     | niet geplaatst | niet geplaatst | niet geplaatst | niet geplaatst |
| Saskia Oettinghaus          | 3 m plank           | 279,35 | 15 Q   | 286,75         | 9 Q            | 297,35         | 8              |
| Lena Hentschel Jette Müller | 3 m plank synchroon | n.v.t. | n.v.t. | n.v.t.         | n.v.t.         | 288,69         | 6              |
| Pauline Pfeif               | 10 m toren          | 264,15 | 21     | niet geplaatst | niet geplaatst | niet geplaatst | niet geplaatst |
| Christina Wassen            | 10 m toren          | 303,20 | 7 Q    | 255,55         | 17             | niet geplaatst | niet geplaatst |

### Skateboarden
Mannen
| atleet         | onderdeel | kwalificaties | kwalificaties | finale         | finale         |
| atleet         | onderdeel | punten        | rang          | punten         | rang           |
| -------------- | --------- | ------------- | ------------- | -------------- | -------------- |
| Tyler Edtmayer | park      | 78,20         | 17            | niet geplaatst | niet geplaatst |

Vrouwen
| atleet            | onderdeel | kwalificaties | kwalificaties | finale         | finale         |
| atleet            | onderdeel | punten        | rang          | punten         | rang           |
| ----------------- | --------- | ------------- | ------------- | -------------- | -------------- |
| Lilly Stoephasius | park      | 74,40         | 14            | niet geplaatst | niet geplaatst |

### Surfen
| Atleet       | Onderdeel            | Ronde 1 | Ronde 1 | Ronde 2                | Ronde 3              | Kwartfinale          | Halve finale         | Finale / BM          | Finale / BM    |
| Atleet       | Onderdeel            | Score   | Rang    | Tegenstander Uitslag   | Tegenstander Uitslag | Tegenstander Uitslag | Tegenstander Uitslag | Tegenstander Uitslag | Rang           |
| ------------ | -------------------- | ------- | ------- | ---------------------- | -------------------- | -------------------- | -------------------- | -------------------- | -------------- |
| Tim Elter    | shortboard (mannen)  | 4,00    | 3 R2    | O'Leary V 6,07 - 14,50 | niet geplaatst       | niet geplaatst       | niet geplaatst       | niet geplaatst       | niet geplaatst |
| Camilla Kemp | shortboard (vrouwen) | 2,80    | 3 R2    | Baum V 4,94 - 10,50    | niet geplaatst       | niet geplaatst       | niet geplaatst       | niet geplaatst       | niet geplaatst |

### Taekwondo
Vrouwen
| atleet         | onderdeel | kwalificatie         | eerste ronde              | kwartfinale               | halve finale         | herkansing                       | finale / BM                      | finale / BM |
| atleet         | onderdeel | tegenstander uitslag | tegenstander uitslag      | tegenstander uitslag      | tegenstander uitslag | tegenstander uitslag             | tegenstander uitslag             | rang        |
| -------------- | --------- | -------------------- | ------------------------- | ------------------------- | -------------------- | -------------------------------- | -------------------------------- | ----------- |
| Lorena Brandli | +67 kg    | n.v.t.               | Acosta W 2 - 0 (0-0, 1-0) | Laurin V 0 - 2 (3-8, 3-8) | niet geplaatst       | Abdusalomova W 2 - 0 (8-1, 15-4) | Lee D-b V 1 - 2 (2-4, 9-5, 2-13) | 5           |

### Tafeltennis
Mannen
| atleet                                | onderdeel | voorronde            | eerste ronde         | tweede ronde         | derde ronde          | kwartfinale          | halve finale         | finale / BM          | finale / BM    |
| atleet                                | onderdeel | tegenstander uitslag | tegenstander uitslag | tegenstander uitslag | tegenstander uitslag | tegenstander uitslag | tegenstander uitslag | tegenstander uitslag | rang           |
| ------------------------------------- | --------- | -------------------- | -------------------- | -------------------- | -------------------- | -------------------- | -------------------- | -------------------- | -------------- |
| Dimitrij Ovtcharov                    | enkelspel | bye                  | Madrid W 4 - 0       | Ishiy W 4 - 0        | Lebrun V 3 - 4       | niet geplaatst       | niet geplaatst       | niet geplaatst       | niet geplaatst |
| Dang Qiu                              | enkelspel | bye                  | Apolónia W 4 - 1     | Gerassimenko V 3 - 4 | niet geplaatst       | niet geplaatst       | niet geplaatst       | niet geplaatst       | niet geplaatst |
| Timo Boll Dimitrij Ovtcharov Dang Qiu | team      | n.v.t.               | n.v.t.               | n.v.t.               | Canada W 3 - 0       | Zweden V 0 - 3       | niet geplaatst       | niet geplaatst       | niet geplaatst |

Vrouwen
| atleet                               | onderdeel | voorronde            | eerste ronde         | tweede ronde         | derde ronde              | kwartfinale          | halve finale         | finale / BM          | finale / BM    |
| atleet                               | onderdeel | tegenstander uitslag | tegenstander uitslag | tegenstander uitslag | tegenstander uitslag     | tegenstander uitslag | tegenstander uitslag | tegenstander uitslag | rang           |
| ------------------------------------ | --------- | -------------------- | -------------------- | -------------------- | ------------------------ | -------------------- | -------------------- | -------------------- | -------------- |
| Nina Mittelham                       | enkelspel | bye                  | Jee W 4 - 0          | Pyon S-g V 3 - 4     | niet geplaatst           | niet geplaatst       | niet geplaatst       | niet geplaatst       | niet geplaatst |
| Shan Xiaona                          | enkelspel | bye                  | Póta V 3 - 4         | niet geplaatst       | niet geplaatst           | niet geplaatst       | niet geplaatst       | niet geplaatst       | niet geplaatst |
| Annett Kaufmann Yuan Wan Shan Xiaona | team      | n.v.t.               | n.v.t.               | n.v.t.               | Verenigde Staten W 3 - 2 | India W 3 - 1        | Japan V 1 - 3        | Zuid-Korea V 0 - 3   | 4              |

Gemengd
| atleet                  | onderdeel  | voorronde                  | eerste ronde         | kwartfinale          | halve finale         | finale / BM    | finale / BM |
| atleet                  | onderdeel  | tegenstander uitslag       | tegenstander uitslag | tegenstander uitslag | tegenstander uitslag | rang           |             |
| ----------------------- | ---------- | -------------------------- | -------------------- | -------------------- | -------------------- | -------------- | ----------- |
| Dang Qiu Nina Mittelham | dubbelspel | Lim J-h - Shin Y-b V 0 - 4 | niet geplaatst       | niet geplaatst       | niet geplaatst       | niet geplaatst |             |

### Tennis
Mannen
| atleet                            | onderdeel  | eerste ronde                          | tweede ronde                           | derde ronde                         | kwartfinale                          | halve finale         | finale / BM          | finale / BM    |
| atleet                            | onderdeel  | tegenstander uitslag                  | tegenstander uitslag                   | tegenstander uitslag                | tegenstander uitslag                 | tegenstander uitslag | tegenstander uitslag | rang           |
| --------------------------------- | ---------- | ------------------------------------- | -------------------------------------- | ----------------------------------- | ------------------------------------ | -------------------- | -------------------- | -------------- |
| Dominik Köpfer                    | enkelspel  | Raonic W 6-7[2-7], 7-6[7-5], 7-6[7-1] | Arnaldi W 3-6, 6-2, 6-1                | Djokovic V 5-7, 3-6                 | niet geplaatst                       | niet geplaatst       | niet geplaatst       | niet geplaatst |
| Maximilian Marterer               | enkelspel  | Lajović W 6-3, 6-7[6-8], 6-3          | Auger-Aliassime V 0-6, 1-6             | niet geplaatst                      | niet geplaatst                       | niet geplaatst       | niet geplaatst       | niet geplaatst |
| Jan-Lennard Struff                | enkelspel  | Cabral W 6-2, 6-2                     | Moutet V WO                            | niet geplaatst                      | niet geplaatst                       | niet geplaatst       | niet geplaatst       | niet geplaatst |
| Alexander Zverev                  | enkelspel  | Munar W 6-2, 6-2                      | Macháč W 6-3, 7-5                      | Popyrin W 7-5, 6-3                  | Musetti V 5-7, 5-7                   | niet geplaatst       | niet geplaatst       | niet geplaatst |
| Kevin Krawietz Tim Pütz           | dubbelspel | n.v.t.                                | AIN Medvedev - Safiullin W 6-4, 6-4    | Monfils - Roger-Vasselin W 6-3, 6-1 | Macháč - Pavlásek V 6-3, 1-6, [5-10] | niet geplaatst       | niet geplaatst       | niet geplaatst |
| Dominik Köpfer Jan-Lennard Struff | dubbelspel | n.v.t.                                | Mektić - Pavić W 6-3, 6-7[5-7], [10-5] | Borges - Cabral W 6-2, 6-2          | Ebden - Peers V 6-7[2-7], 6-7[4-7]   | niet geplaatst       | niet geplaatst       | niet geplaatst |

Vrouwen
| atlete                           | onderdeel  | eerste ronde              | tweede ronde                 | derde ronde          | kwartfinale                       | halve finale         | finale / BM          | finale / BM    |
| atlete                           | onderdeel  | tegenstander uitslag      | tegenstander uitslag         | tegenstander uitslag | tegenstander uitslag              | tegenstander uitslag | tegenstander uitslag | rang           |
| -------------------------------- | ---------- | ------------------------- | ---------------------------- | -------------------- | --------------------------------- | -------------------- | -------------------- | -------------- |
| Angelique Kerber                 | enkelspel  | Osaka W 7-5, 6-3          | Cristian W 6-4, 3-6, 6-4     | Fernandez W 6-4, 6-3 | Zheng Q V 7-6[7-4], 4-6, 6-7[6-8] | niet geplaatst       | niet geplaatst       | niet geplaatst |
| Tamara Korpatsch                 | enkelspel  | Xinyu V 2-6, 1-6          | niet geplaatst               | niet geplaatst       | niet geplaatst                    | niet geplaatst       | niet geplaatst       | niet geplaatst |
| Tatjana Maria                    | enkelspel  | Carlé V 0-6, 0-6          | niet geplaatst               | niet geplaatst       | niet geplaatst                    | niet geplaatst       | niet geplaatst       | niet geplaatst |
| Laura Siegemund                  | enkelspel  | Collins V 3-6, 0-2 opgave | niet geplaatst               | niet geplaatst       | niet geplaatst                    | niet geplaatst       | niet geplaatst       | niet geplaatst |
| Angelique Kerber Laura Siegemund | dubbelspel | n.v.t.                    | Boulter - Watson V 2-6, 3-6  | niet geplaatst       | niet geplaatst                    | niet geplaatst       | niet geplaatst       | niet geplaatst |
| Tamara Korpatsch Tatjana Maria   | dubbelspel | n.v.t.                    | Carlé - Podoroska V 3-6, 0-6 | niet geplaatst       | niet geplaatst                    | niet geplaatst       | niet geplaatst       | niet geplaatst |

Gemengd
| atleet                           | onderdeel  | eerste ronde                  | kwartfinale          | halve finale         | finale / BM          | finale / BM    |
| atleet                           | onderdeel  | tegenstander uitslag          | tegenstander uitslag | tegenstander uitslag | tegenstander uitslag | rang           |
| -------------------------------- | ---------- | ----------------------------- | -------------------- | -------------------- | -------------------- | -------------- |
| Laura Siegemund Alexander Zverev | dubbelspel | Siniaková - Macháč V 4-6, 5-7 | niet geplaatst       | niet geplaatst       | niet geplaatst       | niet geplaatst |

### Triatlon
Individueel
| Atleet          | Evenement | Zwemmen(1.5 km) | Rang 1 | Fietsen (40 km) | Rang 2 | Lopen(10 km) | Totaal Tijd | Ranking |
| --------------- | --------- | --------------- | ------ | --------------- | ------ | ------------ | ----------- | ------- |
| Tim Hellwig     | Mannen    | 20:34           | 13     | 52:03           | 17     | 31:39        | 1:45:29     | 18      |
| Lasse Lührs     | Mannen    | 21:00           | 25     | 51:34           | 25     | 32:03        | 1:45:56     | 21      |
| Jonas Schomburg | Mannen    | 20:32           | 11     | 52:00           | 11     | 32:41        | 1:46:26     | 24      |
| Nina Eim        | Vrouwen   | 23:38           | 20     | 58:16           | 11     | 33:57        | 1:57:13     | 12      |
| Laura Lindemann | Vrouwen   | 22:48           | 14     | 59:07           | 19     | 33:42        | 1:57:01     | 8       |
| Lisa Tertsch    | Vrouwen   | 22:45           | 13     | 59:12           | 12     | 33:47        | 1:57:03     | 9       |

Gemengd
| Atleet          | Evenement   | Zwemmen (300 m) | Rang 1 | Fietsen (7 km) | Rang 2 | Lopen (2 km) | Rang 3 | Totaal Groeps tijd | Ranking |
| --------------- | ----------- | --------------- | ------ | -------------- | ------ | ------------ | ------ | ------------------ | ------- |
| Tim Hellwig     | Mixed relay | 4:09            | 3      | 9:40           | 8      | 4:49         | 2      | 20:06              | n.v.t.  |
| Lisa Tertsch    | Mixed relay | 4:58            | 2      | 10:47          | 7      | 5:24         | 1      | 22:41              | n.v.t.  |
| Lasse Lührs     | Mixed relay | 4:25            | 2      | 9:33           | 2      | 5:01         | 2      | 20:24              | n.v.t.  |
| Laura Lindemann | Mixed relay | 4:55            | 2      | 10:20          | 2      | 5:34         | 1      | 22:28              | n.v.t.  |
| Totaal          | Mixed relay | n.v.t.          | n.v.t. | n.v.t.         | n.v.t. | n.v.t.       | n.v.t. | 1:25:39            | 1 [ 4 ] |

### Voetbal

#### Vrouwen
Voor het eerst sinds 2016 kwalificeerde het Duitse vrouwenvoetbalelftal zich voor de Olympische Spelen door de wedstrijd om de derde plaats te winnen tijdens de finale van de UEFA Women's Nations League 2024 in Heerenveen , Nederland.
| Atleten | Discipline | Resultaat | Prestatie |
| --- | ---------- | --------- | --------- |
| Ann-Katrin Berger Jule Brand Klara Bühl Sara Doorsoun Vivien Endemann Laura Freigang Merle Frohms Giulia Gwinn Marina Hegering Kathrin Hendrich Sarai Linder Sydney Lohmann Janina Minge Sjoeke Nüsken Alexandra Popp Lea Schüller Bibiane Schulze Elisa Senß | vrouwen    | 3 [ 5 ]   | zie onder |

| Groep |                  |             |             |             |             |            |            |            |        |
| #     | Land             | Wedstrijden | Wedstrijden | Wedstrijden | Wedstrijden | Doelpunten | Doelpunten | Doelpunten | Punten |
| #     | Land             | G           | W           | G           | V           | V          | T          | Saldo      | Punten |
| 1     | Verenigde Staten | 3           | 3           | 0           | 0           | 9          | 2          | +7         | 9      |
| 2     | Duitsland        | 3           | 2           | 0           | 1           | 8          | 5          | +3         | 6      |
| 3     | Australië        | 3           | 1           | 0           | 2           | 7          | 10         | -3         | 3      |
| 4     | Zambia           | 3           | 0           | 0           | 3           | 6          | 13         | -7         | 0      |

| groepsfase     |                 |                  |                  |                     |           |  |  |
| 25 juli 2024   | 19:00           | Duitsland        | 3 - 0            | Australië           |           |  |  |
| 28 juli 2024   | 21:00           | Verenigde Staten | 4 - 1            | Duitsland           |           |  |  |
| 31 juli 2024   | 19:00           | Zambia           | 1 - 4            | Duitsland           |           |  |  |
|                |                 |                  |                  |                     |           |  |  |
| kwartfinale    | 3 augustus 2024 | 19:00            | Canada           | 0 - 0 Penalties 2-4 | Duitsland |  |  |
|                |                 |                  |                  |                     |           |  |  |
| halve finale   | 6 augustus 2024 | 18:00            | Verenigde Staten | 1 - 0               | Duitsland |  |  |
|                |                 |                  |                  |                     |           |  |  |
| bronzen finale | 9 augustus 2024 | 15:00            | Spanje           | 0 - 1               | Duitsland |  |  |

### Volleybal

#### Beachvolleybal
| atleten                      | onderdeel | eerste ronde               | eerste ronde                   | eerste ronde                     | eerste ronde | tussenronde          | achtste finale               | kwartfinale                 | halve finale         | finale / BM             | finale / BM    |
| atleten                      | onderdeel | tegenstander uitslag       | tegenstander uitslag           | tegenstander uitslag             | stand        | tegenstander uitslag | tegenstander uitslag         | tegenstander uitslag        | tegenstander uitslag | tegenstander uitslag    | rang           |
| ---------------------------- | --------- | -------------------------- | ------------------------------ | -------------------------------- | ------------ | -------------------- | ---------------------------- | --------------------------- | -------------------- | ----------------------- | -------------- |
| Nils Ehlers Clemens Wickler  | mannen    | Bassereau - Lyneel W 2 - 0 | Hodges - Schubert W 2 - 1      | Bryl - Łosiak W 2 - 0            | 1 Q          | bye                  | Stein - Wanderley W 2 - 0    | Boermans - de Groot W 2 - 0 | Mol - Sørum W 2 - 1  | Åhman - Hellvig V 0 - 2 | Zilver         |
| Svenja Müller Cinja Tillmann | vrouwen   | Vieira - Chamereau W 2 - 0 | Hermannová - Štochlová W 2 - 0 | Hughes - Kelly Cheng V 0 - 2     | 2 Q          | bye                  | Graudiņa - Samoilova V 1 - 2 | niet geplaatst              | niet geplaatst       | niet geplaatst          | niet geplaatst |
| Louisa Lippmann Laura Ludwig | vrouwen   | Placette - Richard V 0 - 2 | Hüberli - Brunner V 0 - 2      | Àlvarez Mendoza - Moreno V 0 - 2 | 4            | niet geplaatst       | niet geplaatst               | niet geplaatst              | niet geplaatst       | niet geplaatst          | niet geplaatst |

#### Mannenteam
| Atleten | Discipline | Resultaat | Prestatie |
| --- | ---------- | --------- | --------- |
| Tobias Brand Anton Brehme Christian Fromm György Grozer Lukas Kampa Moritz Karlitzek Tobias Krick Lukas Maase Moritz Reichert Ruben Schott Johannes Tille Julian Zenger | mannen     | 6         | zie onder |

| # | Ploeg            | Punten | Wedstrijden | Wedstrijden | Wedstrijden | Sets | Sets | Sets  |
| # | Ploeg            | Punten | G           | W           | V           | W    | V    | Ratio |
| - | ---------------- | ------ | ----------- | ----------- | ----------- | ---- | ---- | ----- |
| 1 | Verenigde Staten | 8      | 3           | 3           | 0           | 9    | 3    | +6    |
| 2 | Duitsland        | 6      | 3           | 2           | 1           | 8    | 5    | +3    |
| 3 | Japan            | 4      | 3           | 1           | 2           | 6    | 7    | -1    |
| 4 | Argentinië       | 0      | 3           | 0           | 3           | 1    | 9    | -8    |

| Ronde           | Datum           | MEZT             | Land           | Score          | Land           |                |
| --------------- | --------------- | ---------------- | -------------- | -------------- | -------------- | -------------- |
| groepsfase      |                 |                  |                |                |                |                |
| 27 juli 2024    | 09:00           | Japan            | 2 - 3          | Duitsland      |                |                |
| 30 juli 2024    | 13:00           | Verenigde Staten | 3 - 2          | Duitsland      |                |                |
| 2 augustus 2024 | 09:00           | Argentinië       | 0 - 3          | Duitsland      |                |                |
|                 |                 |                  |                |                |                |                |
| kwartfinale     | 5 augustus 2024 | 17:00            | Frankrijk      | 3 - 2          | Duitsland      |                |
|                 |                 |                  |                |                |                |                |
| halve finale    | niet geplaatst  | niet geplaatst   | niet geplaatst | niet geplaatst | niet geplaatst | niet geplaatst |
|                 |                 |                  |                |                |                |                |
| finale          | niet geplaatst  | niet geplaatst   | niet geplaatst | niet geplaatst | niet geplaatst | niet geplaatst |

### Wielersport

#### Baanwielrennen
Keirin
| atleet               | onderdeel        | ronde 1 | herkansing | kwartfinale    | halve finale   | finale         |
| atleet               | onderdeel        | rang    | rang       | rang           | rang           | rang           |
| -------------------- | ---------------- | ------- | ---------- | -------------- | -------------- | -------------- |
| Maximilian Dörnbach  | keirin (mannen)  | 6 H     | 4          | niet geplaatst | niet geplaatst | niet geplaatst |
| Luca Spiegel         | keirin (mannen)  | 6 H     | 2 Q        | 4 Q            | DNF FB         | 9              |
| Lea Sophie Friedrich | keirin (vrouwen) | 2 Q     | bye        | 1 Q            | 6 FB           | 7              |
| Emma Hinze           | keirin (vrouwen) | 1 Q     | bye        | 2 Q            | 3 FA           | 5              |

Koppelkoers
| atleet                                  | onderdeel             | punten | rondes | rang |
| --------------------------------------- | --------------------- | ------ | ------ | ---- |
| Roger Kluge Theo Reinhardt              | koppelkoers (mannen)  | 23     | 0      | 6    |
| Franziska Brauße Lena Charlotte Reißner | koppelkoers (vrouwen) | 0      | 0      | 13   |

Omnium
| atleet              | onderdeel        | scratchrace | scratchrace | temporace | temporace | afvalrace | afvalrace | puntenrace | puntenrace | totaal punten | rang |
| atleet              | onderdeel        | rang        | punten      | rang      | punten    | rang      | punten    | rang       | punten     | totaal punten | rang |
| ------------------- | ---------------- | ----------- | ----------- | --------- | --------- | --------- | --------- | ---------- | ---------- | ------------- | ---- |
| Tim Torn Teutenberg | omnium (mannen)  | 10          | 22          | 3         | 36        | 3         | 34        | 12         | 4          | 7             | 98   |
| Franziska Brauße    | omnium (vrouwen) | 18          | 6           | 5         | 32        | 22        | 1         | 18         | 2          | 18            | 41   |

Ploegenachtervolging
| atleet                                                             | onderdeel                      | kwalificatie | kwalificatie | halve finale         | halve finale   | finale               | finale         |
| atleet                                                             | onderdeel                      | tijd         | rang         | tegenstander uitslag | rang           | tegenstander uitslag | rang           |
| ------------------------------------------------------------------ | ------------------------------ | ------------ | ------------ | -------------------- | -------------- | -------------------- | -------------- |
| Tobias Buck-Gramcko Roger Kluge Theo Reinhardt Tim Torn Teutenberg | ploegenachtervolging (mannen)  | 3.50,039     | 9            | niet geplaatst       | niet geplaatst | niet geplaatst       | niet geplaatst |
| Franziska Brauße Lisa Klein Mieke Kröger Laura Süßemilch           | ploegenachtervolging (vrouwen) | 4.08,313     | 5 q          | Canada W 4.07,908    | 5              | Frankrijk V 4.08,349 | 6              |

Sprint
| atleet               | onderdeel        | kwalificaties | kwalificaties | ronde 1              | herkansing 1         | ronde 2              | herkansing 2         | ronde 3              | herkansing 3         | kwartfinale          | halve finale         | finale/BM                                        | finale/BM      |
| atleet               | onderdeel        | tijd          | rang          | tegenstander uitslag | tegenstander uitslag | tegenstander uitslag | tegenstander uitslag | tegenstander uitslag | tegenstander uitslag | tegenstander uitslag | tegenstander uitslag | tegenstander uitslag                             | rang           |
| -------------------- | ---------------- | ------------- | ------------- | -------------------- | -------------------- | -------------------- | -------------------- | -------------------- | -------------------- | -------------------- | -------------------- | ------------------------------------------------ | -------------- |
| Maximilian Dörnbach  | sprint (mannen)  | 9,665         | 24 Q          | Lavreysen V          | Obara Vigier V       | niet geplaatst       | niet geplaatst       | niet geplaatst       | niet geplaatst       | niet geplaatst       | niet geplaatst       | niet geplaatst                                   | niet geplaatst |
| Luca Spiegel         | sprint (mannen)  | 9,479         | 15 Q          | Awang V              | Tjon En Fa Zhou Y V  | niet geplaatst       | niet geplaatst       | niet geplaatst       | niet geplaatst       | niet geplaatst       | niet geplaatst       | niet geplaatst                                   | niet geplaatst |
| Lea Sophie Friedrich | sprint (vrouwen) | 10,029 WR     | 1 Q           | Nicolaes W 10,997    | bye                  | Genest W 10,671      | bye                  | Bayona W 10,716      | bye                  | Mitchell W 2 - 0     | van de Wouw W 2 - 1  | Andrews V 0 - 2                                  | Zilver         |
| Emma Hinze           | sprint (vrouwen) | 10,198        | 6 Q           | Verdugo W 10,928     | bye                  | Clonan W 10,886      | bye                  | Sato W 10,838        | bye                  | Andrews V 0 - 2      | niet geplaatst       | wedstrijd om plaats 5 Mitchell Bayona Capewell V | 6              |

Teamsprint
| atleet                                            | onderdeel            | kwalificatie | kwalificatie | halve finale              | halve finale | finale             | finale |
| atleet                                            | onderdeel            | tijd         | rang         | tegenstander tijd         | rang         | tegenstander tijd  | rang   |
| ------------------------------------------------- | -------------------- | ------------ | ------------ | ------------------------- | ------------ | ------------------ | ------ |
| Stefan Bötticher Maximilian Dörnbach Luca Spiegel | teamsprint (mannen)  | 43,009       | 8            | Groot-Brittannië V 42,348 | 4            | Japan V 42,280     | 6      |
| Lea Sophie Friedrich Pauline Grabosch Emma Hinze  | teamsprint (vrouwen) | 45,644       | 3            | Mexico W 45,337           | 3 FB         | Nederland W 45,400 | Brons  |

#### BMX
Freestyle
| atleet         | onderdeel           | plaatsingsronde | plaatsingsronde | finale         | finale         |
| atleet         | onderdeel           | score           | rang            | score          | rang           |
| -------------- | ------------------- | --------------- | --------------- | -------------- | -------------- |
| Kim Lea Müller | freestyle (vrouwen) | 77,95           | 12              | niet geplaatst | niet geplaatst |

Race
| atleet        | onderdeel      | kwartfinale | kwartfinale | last chance run | last chance run | halve finale   | halve finale   | finale         | finale         |
| atleet        | onderdeel      | punten      | rang        | tijd            | rang            | punten         | rang           | uitslag        | rang           |
| ------------- | -------------- | ----------- | ----------- | --------------- | --------------- | -------------- | -------------- | -------------- | -------------- |
| Philip Schaub | race (mannen)  | 20          | 21          | niet geplaatst  | niet geplaatst  | niet geplaatst | niet geplaatst | niet geplaatst | niet geplaatst |
| Alina Beck    | race (vrouwen) | 20          | 21          | niet geplaatst  | niet geplaatst  | niet geplaatst | niet geplaatst | niet geplaatst | niet geplaatst |

#### Mountainbiken
| atleet            | onderdeel               | tijd    | rang |
| ----------------- | ----------------------- | ------- | ---- |
| Julian Schelb     | cross-country (mannen)  | 1.29.08 | 15   |
| Luca Schwarzbauer | cross-country (mannen)  | 1.29.10 | 16   |
| Nina Benz         | cross-country (vrouwen) | 1.33.43 | 16   |

#### Wegwielrennen
Mannen
| atleet                | onderdeel    | tijd     | rang |
| --------------------- | ------------ | -------- | ---- |
| Nils Politt           | wegwedstrijd | 6.39.29  | 70   |
| Maximilian Schachmann | wegwedstrijd | 6.21.54  | 28   |
| Maximilian Schachmann | tijdrit      | 37.50,71 | 9    |

Vrouwen
| atleet              | onderdeel    | tijd     | rang |
| ------------------- | ------------ | -------- | ---- |
| Franziska Koch      | wegwedstrijd | 4.07.16  | 40   |
| Liane Lippert       | wegwedstrijd | 4.03.27  | 16   |
| Antonia Niedermaier | wegwedstrijd | 4.40.23  | 32   |
| Antonia Niedermaier | tijdrit      | 42.53,79 | 15   |
| Mieke Kröger        | tijdrit      | 42.28,12 | 13   |

### Worstelen

#### Grieks-Romeinse stijl
Mannen
| atleet           | onderdeel | eerste ronde         | kwartfinale          | halve finale         | herkansing           | finale / BM          | finale / BM    |
| atleet           | onderdeel | tegenstander uitslag | tegenstander uitslag | tegenstander uitslag | tegenstander uitslag | tegenstander uitslag | rang           |
| ---------------- | --------- | -------------------- | -------------------- | -------------------- | -------------------- | -------------------- | -------------- |
| Lucas Lazogianis | −97 kg    | Rosillo V 5 - 7      | niet geplaatst       | niet geplaatst       | niet geplaatst       | niet geplaatst       | niet geplaatst |
| Jello Krahmer    | −130 kg   | Meng L V 1 - 4       | niet geplaatst       | niet geplaatst       | niet geplaatst       | niet geplaatst       | niet geplaatst |

#### Vrije stijl
Mannen
| atleet      | onderdeel | eerste ronde         | kwartfinale          | halve finale         | herkansing           | finale / BM          | finale / BM    |
| atleet      | onderdeel | tegenstander uitslag | tegenstander uitslag | tegenstander uitslag | tegenstander uitslag | tegenstander uitslag | rang           |
| ----------- | --------- | -------------------- | -------------------- | -------------------- | -------------------- | -------------------- | -------------- |
| Erik Thiele | −97 kg    | Silot V 0 - 5        | niet geplaatst       | niet geplaatst       | niet geplaatst       | niet geplaatst       | niet geplaatst |

Vrouwen
| atlete             | onderdeel | eerste ronde         | kwartfinale          | halve finale         | herkansing           | finale / BM          | finale / BM    |
| atlete             | onderdeel | tegenstander uitslag | tegenstander uitslag | tegenstander uitslag | tegenstander uitslag | tegenstander uitslag | rang           |
| ------------------ | --------- | -------------------- | -------------------- | -------------------- | -------------------- | -------------------- | -------------- |
| Anastasia Blayvas  | −50 kg    | Stadnik V 2 - 6      | niet geplaatst       | niet geplaatst       | niet geplaatst       | niet geplaatst       | niet geplaatst |
| Annika Wendle      | −53 kg    | Prevoloraki W 3 - 2  | Yetgil W 3F - 5      | Yépez V 0 - 10       | bye                  | Choe H-g V 0 - 10    | 5              |
| Sandra Paruszewski | −57 kg    | Nichita V 0 - 9      | niet geplaatst       | niet geplaatst       | Penalber V 0 - 7     | niet geplaatst       | niet geplaatst |
| Luisa Niemesch     | −62 kg    | Lee H-b W 3 - 0      | Bullen V 0 - 10      | niet geplaatst       | niet geplaatst       | niet geplaatst       | niet geplaatst |

### Zeilen
Mannen
| atleet           | onderdeel    | voorrondes | voorrondes | voorrondes | voorrondes | voorrondes | voorrondes | voorrondes | voorrondes  | voorrondes  | voorrondes  | voorrondes  | voorrondes  | voorrondes  | voorrondes  | voorrondes  | voorrondes  | voorrondes  | voorrondes  | voorrondes  | voorrondes  | voorrondes | voorrondes | kwartfinale | halve finale(s) | halve finale(s) | halve finale(s) | halve finale(s) | halve finale(s) | halve finale(s) | halve finale(s) | halve finale(s) | finales(s)     | finales(s)     | finales(s)     | finales(s)     | finales(s)     | finales(s)     | finales(s)     | finales(s)     |
| atleet           | onderdeel    | 1          | 2          | 3          | 4          | 5          | 6          | 7          | 8           | 9           | 10          | 11          | 12          | 13          | 14          | 15          | 16          | 17          | 18          | 19          | 20          | tot.       | rang       | kwartfinale | 1               | 2               | 3               | 4               | 5               | 6               | tot.            | rang            | 1              | 2              | 3              | 4              | 5              | 6              | tot.           | rang           |
| ---------------- | ------------ | ---------- | ---------- | ---------- | ---------- | ---------- | ---------- | ---------- | ----------- | ----------- | ----------- | ----------- | ----------- | ----------- | ----------- | ----------- | ----------- | ----------- | ----------- | ----------- | ----------- | ---------- | ---------- | ----------- | --------------- | --------------- | --------------- | --------------- | --------------- | --------------- | --------------- | --------------- | -------------- | -------------- | -------------- | -------------- | -------------- | -------------- | -------------- | -------------- |
| Jannis Maus      | Formula Kite | 8          | 9          | 11         | 2          | 2          | 8          | 2          | geannuleerd | geannuleerd | geannuleerd | geannuleerd | geannuleerd | geannuleerd | geannuleerd | geannuleerd | geannuleerd | n.v.t.      | n.v.t.      | n.v.t.      | n.v.t.      | 21         | 5          | n.v.t.      | 2               | geannuleerd     | geannuleerd     | geannuleerd     | geannuleerd     | geannuleerd     | 23              | 2               | niet geplaatst | niet geplaatst | niet geplaatst | niet geplaatst | niet geplaatst | niet geplaatst | niet geplaatst | niet geplaatst |
| Sebastian Kördel | IQFoil       | 10         | 15         | 21         | 11         | 20         | 16         | 25 BFD     | 2           | 1           | 1           | 11          | 8           | 9           | geannuleerd | geannuleerd | geannuleerd | geannuleerd | geannuleerd | geannuleerd | geannuleerd | 104        | 12         | NG          | n.v.t.          | n.v.t.          | n.v.t.          | n.v.t.          | n.v.t.          | n.v.t.          | n.v.t.          | NG              | n.v.t.         | n.v.t.         | n.v.t.         | n.v.t.         | n.v.t.         | n.v.t.         | n.v.t.         | NG             |

| atleet                              | onderdeel | race | race   | race | race | race | race | race   | race | race        | race        | race   | race   | race           | netto punten | eindnotering |
| atleet                              | onderdeel | 1    | 2      | 3    | 4    | 5    | 6    | 7      | 8    | 9           | 10          | 11     | 12     | M              | netto punten | eindnotering |
| ----------------------------------- | --------- | ---- | ------ | ---- | ---- | ---- | ---- | ------ | ---- | ----------- | ----------- | ------ | ------ | -------------- | ------------ | ------------ |
| Jakob Meggendorfer Andreas Spranger | 49er      | 6    | 21 BFD | 3    | 12   | 8    | 3    | 16     | 12   | 11          | 7           | 17     | 14     | niet geplaatst | 109          | 11           |
| Philipp Buhl                        | ILCA 7    | 7    | 30     | 3    | 28   | 26   | 11   | 44 BFD | 1    | geannuleerd | geannuleerd | n.v.t. | n.v.t. | niet geplaatst | 106          | 13           |

Vrouwen
| atleet            | onderdeel    | voorrondes | voorrondes | voorrondes | voorrondes | voorrondes | voorrondes | voorrondes  | voorrondes  | voorrondes  | voorrondes  | voorrondes  | voorrondes  | voorrondes  | voorrondes  | voorrondes  | voorrondes  | voorrondes  | voorrondes  | voorrondes  | voorrondes  | voorrondes | voorrondes | kwartfinale | halve finale(s) | halve finale(s) | halve finale(s) | halve finale(s) | halve finale(s) | halve finale(s) | halve finale(s) | halve finale(s) | finales(s)     | finales(s)     | finales(s)     | finales(s)     | finales(s)     | finales(s)     | finales(s)     | finales(s)     |
| atleet            | onderdeel    | 1          | 2          | 3          | 4          | 5          | 6          | 7           | 8           | 9           | 10          | 11          | 12          | 13          | 14          | 15          | 16          | 17          | 18          | 19          | 20          | tot.       | rang       | kwartfinale | 1               | 2               | 3               | 4               | 5               | 6               | tot.            | rang            | 1              | 2              | 3              | 4              | 5              | 6              | tot.           | rang           |
| ----------------- | ------------ | ---------- | ---------- | ---------- | ---------- | ---------- | ---------- | ----------- | ----------- | ----------- | ----------- | ----------- | ----------- | ----------- | ----------- | ----------- | ----------- | ----------- | ----------- | ----------- | ----------- | ---------- | ---------- | ----------- | --------------- | --------------- | --------------- | --------------- | --------------- | --------------- | --------------- | --------------- | -------------- | -------------- | -------------- | -------------- | -------------- | -------------- | -------------- | -------------- |
| Leonie Meyer      | Formula Kite | 4          | 7          | 8          | 4          | 3          | 6          | geannuleerd | geannuleerd | geannuleerd | geannuleerd | geannuleerd | geannuleerd | geannuleerd | geannuleerd | geannuleerd | geannuleerd | n.v.t.      | n.v.t.      | n.v.t.      | n.v.t.      | 24         | 5          | n.v.t.      | 2               | geannuleerd     | geannuleerd     | geannuleerd     | geannuleerd     | geannuleerd     | 26              | 2               | niet geplaatst | niet geplaatst | niet geplaatst | niet geplaatst | niet geplaatst | niet geplaatst | niet geplaatst | niet geplaatst |
| Theresa Steinlein | IQFoil       | 3          | 11         | 12         | 16         | 16         | 13         | 2           | 5           | 5           | 13          | 12          | 25 UFD      | 9           | 7           | geannuleerd | geannuleerd | geannuleerd | geannuleerd | geannuleerd | geannuleerd | 108        | 8          | 3           | n.v.t.          | n.v.t.          | n.v.t.          | n.v.t.          | n.v.t.          | n.v.t.          | n.v.t.          | NG              | n.v.t.         | n.v.t.         | n.v.t.         | n.v.t.         | n.v.t.         | n.v.t.         | n.v.t.         | NG             |

| atlete                     | onderdeel | race | race | race | race   | race | race | race | race | race | race        | race   | race   | race           | netto punten | eindnotering |
| atlete                     | onderdeel | 1    | 2    | 3    | 4      | 5    | 6    | 7    | 8    | 9    | 10          | 11     | 12     | M              | netto punten | eindnotering |
| -------------------------- | --------- | ---- | ---- | ---- | ------ | ---- | ---- | ---- | ---- | ---- | ----------- | ------ | ------ | -------------- | ------------ | ------------ |
| Marla Bergmann Hanna Wille | 49er FX   | 3    | 4    | 5    | 21 BFD | 16   | 7    | 11   | 8    | 8    | 3           | 14     | 5      | 14             | 98           | 6            |
| Julia Busselberg           | ILCA 6    | 10   | 14   | 10   | 27     | 24   | 27   | 23   | 33   | 27   | geannuleerd | n.v.t. | n.v.t. | niet geplaatst | 162          | 25           |

Gemengd
| atlete                         | onderdeel | race | race | race | race | race | race | race | race      | race        | race        | race   | race   | race | netto punten | eindnotering |
| atlete                         | onderdeel | 1    | 2    | 3    | 4    | 5    | 6    | 7    | 8         | 9           | 10          | 11     | 12     | M    | netto punten | eindnotering |
| ------------------------------ | --------- | ---- | ---- | ---- | ---- | ---- | ---- | ---- | --------- | ----------- | ----------- | ------ | ------ | ---- | ------------ | ------------ |
| Anastasia Winkel Malte Winkel  | 470       | 8    | 4    | 9    | 10   | 16   | 9    | 19   | 20 opgave | geannuleerd | geannuleerd | n.v.t. | n.v.t. | 75   | 14           |              |
| Paul Kohlhoff Alica Stuhlemmer | nacra 17  | 18   | 9    | 3    | 6    | 3    | 2    | 13   | 8         | 5           | 14          | 17     | 10     | 5    | 100          | 8            |

### Zwemmen
Mannen
| atleet                                                                        | onderdeel          | series     | series | halve finale   | halve finale   | finale         | finale         |
| atleet                                                                        | onderdeel          | tijd       | rang   | tijd           | rang           | tijd           | rang           |
| ----------------------------------------------------------------------------- | ------------------ | ---------- | ------ | -------------- | -------------- | -------------- | -------------- |
| Artem Selin                                                                   | 50 m vrije slag    | 22,54      | 38     | niet geplaatst | niet geplaatst | niet geplaatst | niet geplaatst |
| Josha Salchow                                                                 | 100 m vrije slag   | 48,25      | 8 Q    | 47,94          | 8 Q            | 47,80 NR       | 6              |
| Rafael Miroslaw                                                               | 200 m vrije slag   | 1.46,81    | 13 Q   | 1.47,34        | 15             | niet geplaatst | niet geplaatst |
| Lukas Märtens                                                                 | 200 m vrije slag   | 1.46,33    | 10 Q   | 1.45,36        | 4 Q            | 1.45,46        | 5              |
| Lukas Märtens                                                                 | 200 m rugslag      | 1.56,89    | 2 Q    | 1.56,33        | 4 Q            | 1.55,97        | 8              |
| Lukas Märtens                                                                 | 400 m vrije slag   | 3.44,13    | 1 Q    | n.v.t.         | n.v.t.         | 3.41,78        | Goud           |
| Oliver Klemet                                                                 | 400 m vrije slag   | 3.45,75    | 8 Q    | n.v.t.         | n.v.t.         | 3.46,59        | 7              |
| Oliver Klemet                                                                 | 10km open water    | n.v.t.     | n.v.t. | n.v.t.         | n.v.t.         | 1.50.54,8      | Zilver         |
| Sven Schwarz                                                                  | 800 m vrije slag   | 7.43,67    | 6 Q    | n.v.t.         | n.v.t.         | 7.43,59        | 5              |
| Sven Schwarz                                                                  | 1500 m vrije slag  | 14.51,97   | 10     | n.v.t.         | n.v.t.         | niet geplaatst | niet geplaatst |
| Florian Wellbrock                                                             | 800 m vrije slag   | 7.47,91    | 12     | n.v.t.         | n.v.t.         | niet geplaatst | niet geplaatst |
| Florian Wellbrock                                                             | 1500 m vrije slag  | 15.01,88   | 14     | n.v.t.         | n.v.t.         | niet geplaatst | niet geplaatst |
| Florian Wellbrock                                                             | 10km open water    | n.v.t.     | n.v.t. | n.v.t.         | n.v.t.         | 1.51.54,4      | 8              |
| Ole Braunschweig                                                              | 100 m rugslag      | 53,95      | 18     | niet geplaatst | niet geplaatst | niet geplaatst | niet geplaatst |
| Marek Ulrich                                                                  | 100 m rugslag      | 54,63      | 29     | niet geplaatst | niet geplaatst | niet geplaatst | niet geplaatst |
| Melvin Imoudu                                                                 | 100 m schoolslag   | 59,49      | 7 Q    | 59,38          | 8 Q            | 59,11          | 4              |
| Lucas Matzerath                                                               | 100 m schoolslag   | 59,52      | 8 Q    | 59,31          | 7 Q            | 59,30          | 5              |
| Kaii Winkler                                                                  | 100 m vlinderslag  | 52,64      | 28     | niet geplaatst | niet geplaatst | niet geplaatst | niet geplaatst |
| Cedric Büssing                                                                | 400 m wisselslag   | 4.11,52 NR | 6 Q    | n.v.t.         | n.v.t.         | 4.17,16        | 8              |
| Luca Nik Armbruster Lukas Märtens Rafael Miroslaw Josha Salchow Peter Varjasi | 4x100 m vrije slag | 3.13,15    | 8 Q    | n.v.t.         | n.v.t.         | 3.12,29 NR     | 7              |
| Lukas Märtens Rafael Miroslaw Josha Salchow Timo Sorgius                      | 4x100 m vrije slag | 7.06,20    | 5 Q    | n.v.t.         | n.v.t.         | 7.09,56        | 8              |
| Ole Braunschweig Melvin Imoudu Luca Nik Armbruster Josha Salchow              | 4x100 m wisselslag | 3.32,51    | 8 Q    | n.v.t.         | n.v.t.         | 3.32,46        | 6              |

Vrouwen
| atleet                                                | onderdeel          | series   | series | halve finale   | halve finale   | finale         | finale         |
| atleet                                                | onderdeel          | tijd     | rang   | tijd           | rang           | tijd           | rang           |
| ----------------------------------------------------- | ------------------ | -------- | ------ | -------------- | -------------- | -------------- | -------------- |
| Julia Mrozinski                                       | 200 m vrije slag   | 1.59,87  | 17     | niet geplaatst | niet geplaatst | niet geplaatst | niet geplaatst |
| Isabel Gose                                           | 400 m vrije slag   | 4.03,83  | 8 Q    | n.v.t.         | n.v.t.         | 4.02,14 NR     | 5              |
| Isabel Gose                                           | 800 m vrije slag   | 8.20,63  | 5 Q    | n.v.t.         | n.v.t.         | 8.17,82        | 5              |
| Isabel Gose                                           | 1500 m vrije slag  | 15.53,27 | 4 Q    | n.v.t.         | n.v.t.         | 15.41,16 NR    | Brons          |
| Leonie Märtens                                        | 400 m vrije slag   | 4.09,62  | 14     | n.v.t.         | n.v.t.         | niet geplaatst | niet geplaatst |
| Leonie Märtens                                        | 1500 m vrije slag  | 16.08,69 | 8 Q    | n.v.t.         | n.v.t.         | 16.12,57       | 8              |
| Leonie Märtens                                        | 10km open water    | n.v.t.   | n.v.t. | n.v.t.         | n.v.t.         | 2.15.57,3      | 22             |
| Leonie Beck                                           | 10km open water    | n.v.t.   | n.v.t. | n.v.t.         | n.v.t.         | 2.06.13,4      | 9              |
| Anna Elendt                                           | 100 m schoolslag   | 1.07,00  | 20     | niet geplaatst | niet geplaatst | niet geplaatst | niet geplaatst |
| Angelina Köhler                                       | 100 m vlinderslag  | 56,90    | 6 Q    | 56,55          | 4 Q            | 56,42          | 4              |
| Isabel Gose Nicole Maier Julia Mrozinski Nele Schulze | 4x200 m vrije slag | 7.55,57  | 10     | n.v.t.         | n.v.t.         | niet geplaatst | niet geplaatst |
| Laura Riedemann Anna Elendt Angelina Köhler Nina Holt | 4x100 m wisselslag | 3.58,12  | 9      | n.v.t.         | n.v.t.         | niet geplaatst | niet geplaatst |

Gemengd
| atleet                                                   | onderdeel          | series  | series | halve finale | halve finale | finale         | finale         |
| atleet                                                   | onderdeel          | tijd    | rang   | tijd         | rang         | tijd           | rang           |
| -------------------------------------------------------- | ------------------ | ------- | ------ | ------------ | ------------ | -------------- | -------------- |
| Ole Braunschweig Nina Holt Melvin Imoudu Angelina Köhler | 4x100 m wisselslag | 3.44,75 | 9      | n.v.t.       | n.v.t.       | niet geplaatst | niet geplaatst |